# Ізмаїл
Ізмаї́л — місто в Одеській області України, адміністративний центр Ізмаїльського району, колишній центр Ізмаїльської області. Являє собою окрему Ізмаїльську міську громаду. Відстань до Одеси становить понад 200 км і проходить автошляхом E87, із яким збігається М15.

## Географія

### Розташування
Розташований на півдні області, на лівому березі річки Дунай (простягнувся на 13 км уздовж Кілійського гирла), за 80 км від берега Чорного моря. На протилежному березі Дунаю навпроти міста — румунське село Плауру. Протяжність із півночі на південь — 7,3 км, із заходу на схід — 6,2 км. У місті діє управління однойменного прикордонного загону ДПСУ та пункт контролю на кордоні з Румунією Ізмаїл-Плауру.
Ізмаїл лежить на півдні Буджацької рівнини в межах однойменного степового регіону. Середня висота міста над рівнем моря — 28 м, а найменша — 12 м н. р. м. (берег Дунаю). Попри велику кількість природних водойм навколо Ізмаїла основним джерелом водопостачання тут є артезіанські свердловини.
Місто розташоване в східноєвропейському часовому поясі.

### Клімат
Ізмаїл розташований у південній зоні помірного клімату: спекотне, посушливе літо та помірно холодна зима. Період активної вегетації тут припадає на період з 15 квітня по 20 жовтня.
Найтепліший місяць — липень із середньою температурою 22,6 °C (72,7 °F), найхолодніший — січень, із середньою температурою -1,5 °C (29,3 °F).
| Клімат Ізмаїла                             | Клімат Ізмаїла | Клімат Ізмаїла | Клімат Ізмаїла | Клімат Ізмаїла | Клімат Ізмаїла | Клімат Ізмаїла | Клімат Ізмаїла | Клімат Ізмаїла | Клімат Ізмаїла | Клімат Ізмаїла | Клімат Ізмаїла | Клімат Ізмаїла | Клімат Ізмаїла |
| Показник                                   | Січ.           | Лют.           | Бер.           | Квіт.          | Трав.          | Черв.          | Лип.           | Серп.          | Вер.           | Жовт.          | Лист.          | Груд.          | Рік            |
| Абсолютний максимум, °C                    | 17,1           | 23             | 27,6           | 31,2           | 38,7           | 37,8           | 40,1           | 38,8           | 35,9           | 32,2           | 25,5           | 19,9           | 40,1           |
| Середній максимум, °C                      | 2,3            | 4,1            | 9              | 16,1           | 22,3           | 26             | 28,5           | 28,2           | 23,5           | 17             | 10,1           | 4,4            | 16             |
| Середня температура, °C                    | −1,5           | −0,1           | 4,1            | 10,6           | 16,6           | 20,4           | 22,6           | 21,9           | 17,1           | 11,2           | 5,9            | 0,8            | 10,1           |
| Середній мінімум, °C                       | −4,8           | −3,6           | 0              | 5,5            | 10,9           | 14,6           | 16,5           | 15,7           | 11,4           | 6,3            | 2,2            | −2,4           | 6,1            |
| Абсолютний мінімум, °C                     | −25,4          | −24,1          | −19            | −10,6          | 0              | 5,6            | 9,1            | 3,6            | −3,3           | −8,9           | −17,6          | −20,8          | −25,4          |
| Середня кількість сонячних годин на місяць | 55,8           | 109,2          | 179,8          | 225            | 300,7          | 354            | 328,6          | 310            | 219            | 155            | 60             | 86,8           | 2383,9         |
| Норма опадів, мм                           | 31.2           | 33.4           | 28.7           | 35.3           | 45.2           | 57.5           | 48.8           | 37.9           | 39             | 27.9           | 37.8           | 35.9           | 458.8          |
| Днів з опадами                             | 13,8           | 10,8           | 9              | 8,5            | 7              | 6,3            | 3,9            | 2,8            | 8,8            | 7,5            | 11             | 12,1           | 101,5          |
| Днів з дощем                               | 6              | 6              | 10             | 14             | 13             | 13             | 10             | 8              | 8              | 9              | 10             | 8              | 115            |
| Днів зі снігом                             | 9              | 9              | 5              | 0              | 0              | 0              | 0              | 0              | 0              | 0              | 3              | 6              | 32             |
| Вологість повітря, %                       | 81.1           | 73.5           | 70.8           | 67.2           | 61.7           | 60.9           | 58.9           | 60.7           | 70.5           | 74.1           | 81.7           | 79.1           | 70             |
| ------------------------------------------ | -------------- | -------------- | -------------- | -------------- | -------------- | -------------- | -------------- | -------------- | -------------- | -------------- | -------------- | -------------- | -------------- |
| Джерело: Weatherbase                       |                |                |                |                |                |                |                |                |                |                |                |                |                |

## Назва
Ізмаїл стоїть на місці, де в IV—V сторіччях була грецька колонія Антиофілас.
Дослідники новоісторичного періоду міста — професори Мехмет Тютюнджі та Андрій Красножон — зазначають, що перше «селище на переправі Ісмаїл» зафіксовано в архівних документах 1543 року, невдовзі було зруйноване; друга спроба датована 1560-м, проте його теж зруйновали молдовани.
У місцевому історико-краєзнавчому музеї є точна копія указу султана Османської імперії Мурада ІІІ, що стосувався заснування Ізмаїла, — грамота від 14 листопада 1589 року про надання у власність Мехмеду Хабіші-азі обширних земель у пониззі Дунаю. У документі міститься доручення третьому за ієрархією чиновнику османської Порти — впорядкувати переправу «у місцевості „Ісмаїл Гедічі“ та заснувати поблизу місто й пристань». Протягом кількох років Мехмед Хабіші-ага на виконання волі султана облаштував переправу, а також збудував поряд із нею на пологому березі річки невеличке укріплення, а також пристань, верф і мечеть.
За тодішніми традиціями місто було назване на честь засновника — Мехмедабад. Проте смерть Хабіші-аги 1591 року призвела до того, що пов'язаний з його іменем топонім «Мехмедабад» не прижився — уже на початку XVII століття остаточно закріпилась назва «Ісмаїл».
За словами професора Красножона згадки про існування тут слов'янського поселення під назвою «Сміл» не підкріплені фактами. Хоча такий топонім зустрічається на деяких старовинних мапах (близько 360 року римський картограф Касторій позначив Сміл на своїй карті), але насправді він походить від турецької назви.
Після Бухарестського мирного договору, 26 жовтня 1812 р. Ізмаїл отримав статус міста і назву «Тучков» на честь коменданта фортець Бессарабії генерал-майора Сергія Тучкова. Назву Ізмаїл місту повернули 1856 року.

## Історія

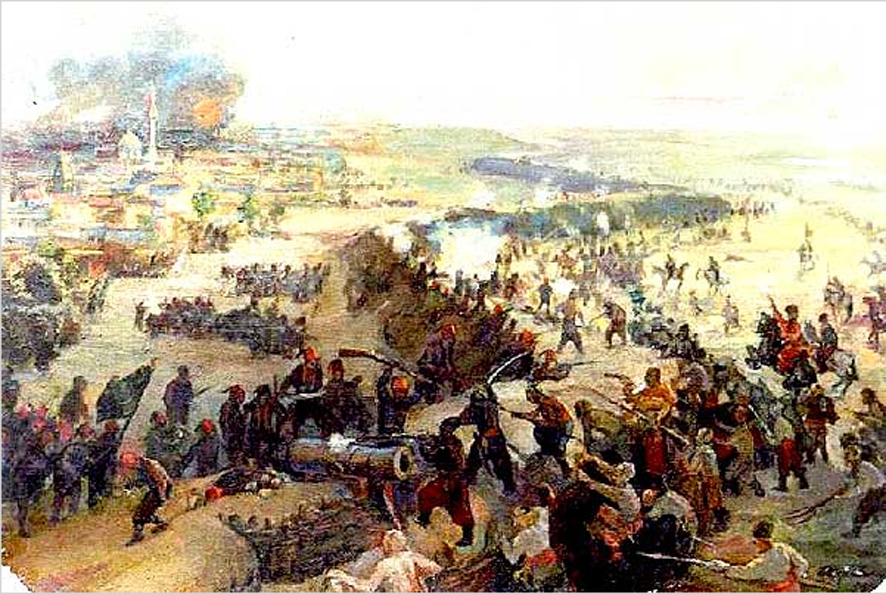
Взяття фортеці Ізмаїл українськими козаками на чолі із гетьманом Наливайком у 1595 році.

- Відомий з IX—X століття у складі Київської Русі.
- З середини XII століття — під впливом Галицького та Галицько-Волинського князівств.
- З кінця XIV сторіччя селище під назвою Сміл — у складі Молдавського князівства.
- Наприкінці XV сторіччя Сміл захоплено турками.
- З XVI ст. відбувались неодноразові походи козаків, загонів подільських магнатів під Ізмаїл, Очаків. Під час молдовського походу Северина Наливайка один із козацьких загонів здобув Сміл.
- Невдовзі турки знову заволоділи селищем і збудували тут фортецю для боротьби проти запорозького війська. Її було названо Ізмаїл.
- Найбільш відомим став морський похід у 1609 році козаків Петра Сагайдачного, які здобули Ізмаїл, Кілію, Білгород.

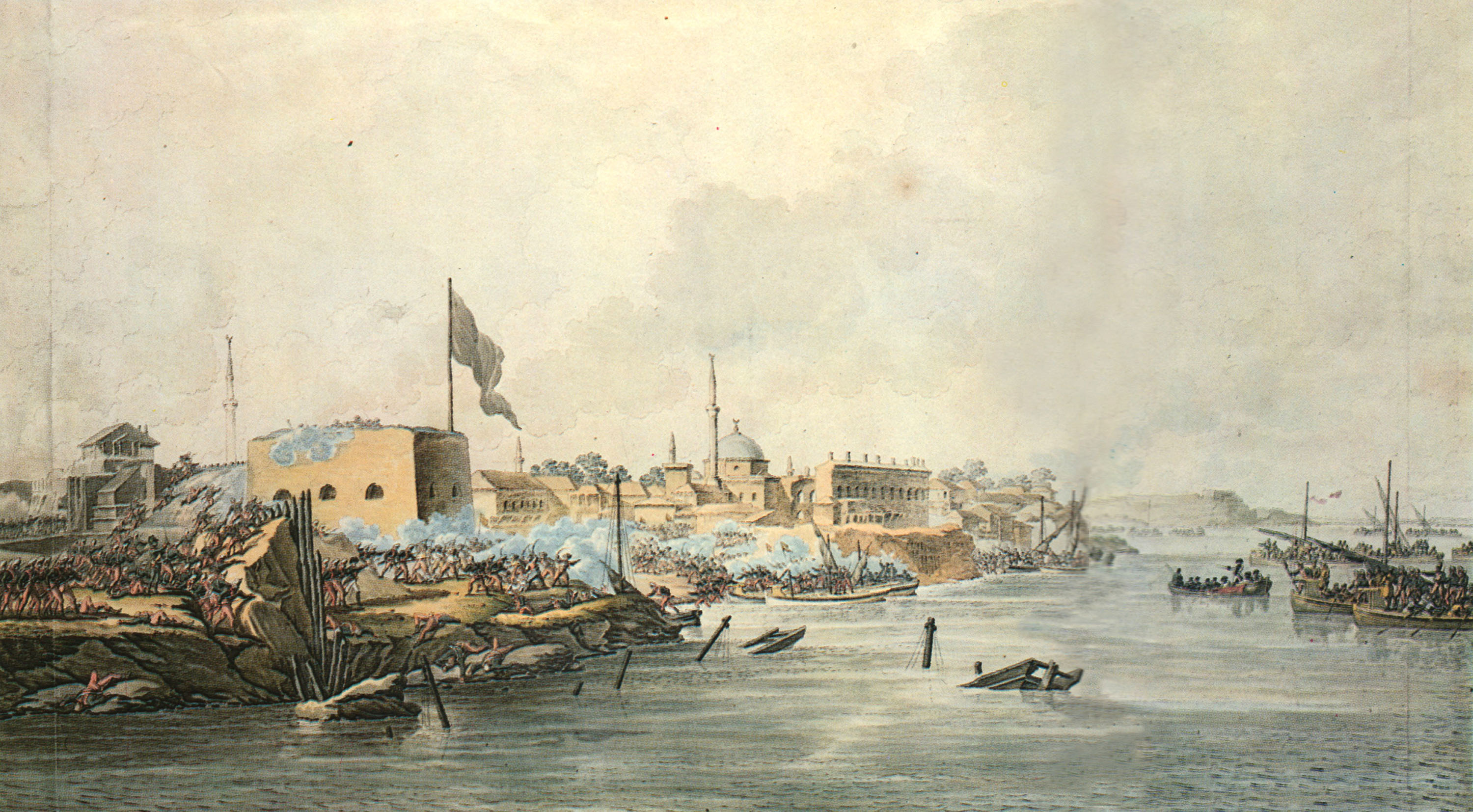
Штурм Ізмаїла 1790 року

- У часи російсько-турецьких воєн Ізмаїл (тоді відомий з такою назвою) був важливою османською фортецею на кордоні Російської та Османської імперій. Однак перший час Росія не мала претензій на Ізмаїл і двічі після виграних нею воєн місто поверталося Османській імперії. Зокрема, під час війни 1768—1774 рр. 5 серпня (26 липня за старим стилем) 1770 року російські війська під командуванням Миколи Репніна взяли фортецю Ізмаїл. Однак після закінчення війни в 1774 році згідно з умовами Кючук-Кайнарджійського мирного договору фортецю було повернуто Османській імперії. 1789 року Репнін знову намагався взяти місто, але штурм закінчився невдачею.
- 11 (22) грудня 1790 року фортецю штурмом взяв Олександр Суворов під час Російсько-турецької війни 1787—1791 років. Проте 1791 року за Ясським договором, що ознаменував закінчення чергової війни, місто знову повернули Османській імперії.
- Третє здобуття російськими військами Ізмаїлу відбулося 1809 під час Російсько-турецької війни 1806—1812 років. До складу Російської імперії ненадовго потрапив у результаті домовленостей Бухарестського мирного договору 1812 року.
- Отримавши статус міста, Ізмаїл швидко перетворився на значний морський та річковий порт, населення якого зростало селянами-утікачами, переселенцями з турецьких володінь — болгарами, молдованами, греками. Наприкінці 1820-х років тут оселилося чимало колишніх запорожців, що повернулися з-за Дунаю. Від 1813 року Ізмаїл — повітовий центр Бессарабської області; у 1830—1835 роках — центр Ізмаїльського градоначальства.
- Наприкінці 1820 року в Ізмаїлі відбулася очолювана генералом російської армії Олександром Іпсіланті нарада «Філікі Етерія» — останній етап підготовки до Грецької революції проти панування османів[13].
- Після поразки Росії в Кримській війні 1853—1856 років за Паризьким мирним договором 1856 року місто разом із навколишніми територіями опинилося у складі Молдовського князівства (яке проголосили автономією в рамках Османської імперії). За розпорядженням царського уряду фортецю було висаджено в повітря.
- Після російсько-турецької війни 1877—1878 років, відповідно до Сан-Стефанського договору 1878 року регіон закріплено за Російською імперією. Це було ще раз записано у підсумках Берлінського конгресу, за якими південь Бессарабії знову відійшов до Російської імперії та став частиною однойменної губернії, де Ізмаїл став повітовим центром.

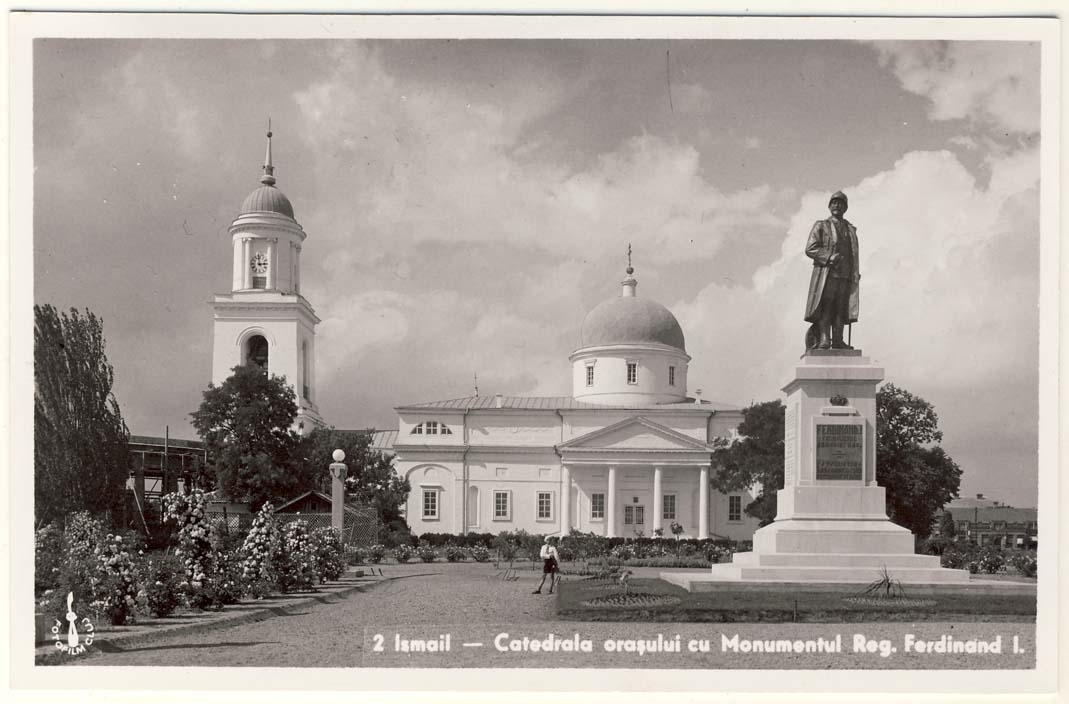
Центр міста на початку XX ст. Праворуч пам'ятник Фердинандові І (не зберігся)

- У 1918—1940 роках — під румунською юрисдикцією (з 1925 до 1938 року — центр однойменного жудця). Тоді місто не мало пасажирського залізничного сполучення (через відсутність залізниці), але було частиною маршруту Галац — Вилкове внутрішніх водних шляхів Румунії (рум. Navigatia Fluviala Romana). Також працювала авіалінія (використовувалися аеростати) Бухарест — Галац — Ізмаїл — Аккерман — Кишинів і назад[14].

- Влітку 1940 року, як і передбачав додаток до підписаного Пакту Молотова — Ріббентропа, місто разом з околицями в ході Бессарабсько-буковинського походу окупували радянські війська (201-ша ПДБр). Тоді було створено Аккерманську (згодом — Ізмаїльська) область УРСР, адміністративним центром якої з 7 грудня 1940 року став Ізмаїл. 8 липня 1941 року група радянських кораблів (частина так званого «Дунайського десанту») проривається до міста при відступі від Старої Кілії, але менш ніж за два тижні полишає позиції. З 19 липня 1941-го до 25 серпня 1944 року територія Ізмаїльської області перебувала під владою Румунії в складі Губернаторства Бессарабія. Повторна окупація населеного пункту радянськими військами відбулася 26 серпня 1944 року, після вдалого завершення Кишинівсько-Ізмаїльської наступальної операції. Відтоді й до 15 лютого 1954 року місто знову стає обласним центром.

- Після об'єднання Ізмаїльської та Одеської областей Ізмаїл став районним центром УРСР.
- З 24 серпня 1991 року — незалежної України.

- Влітку 12 червня 2017 року місті розпочато набір у патрульну поліцію[15]. Також голова МВС України анонсував в Ізмаїлі створення та розміщення тут додаткового підрозділу Національної гвардії[16].
- 6 червня 2025 року в Ізмаїльській гімназії №10 відбулося відкриття меморіальної дошки на честь полеглого захисника України Геннадія Степанова[17].

### Російське вторгнення
- 2 серпня 2023 року Ізмаїл був атакований російськими БпЛА Shahed 136, внаслідок обстрілу пошкоджено: морський вокзал, елеватор, зерносховища та будівлю «УДП»[18].

- 27 вересня 2024 року російські війська влаштували масовану атаку БпЛА на Ізмаїл: відомо про трьох загиблих та 14 постраждалих, серед них двоє хлопчиків 3 і 13 років та 14-річна дівчинка[19][20][21].
- У ніч на 30 травня 2025 року ворог здійснив атаку на Ізмаїл безпілотними літальними апаратами[22].

## Адміністрація

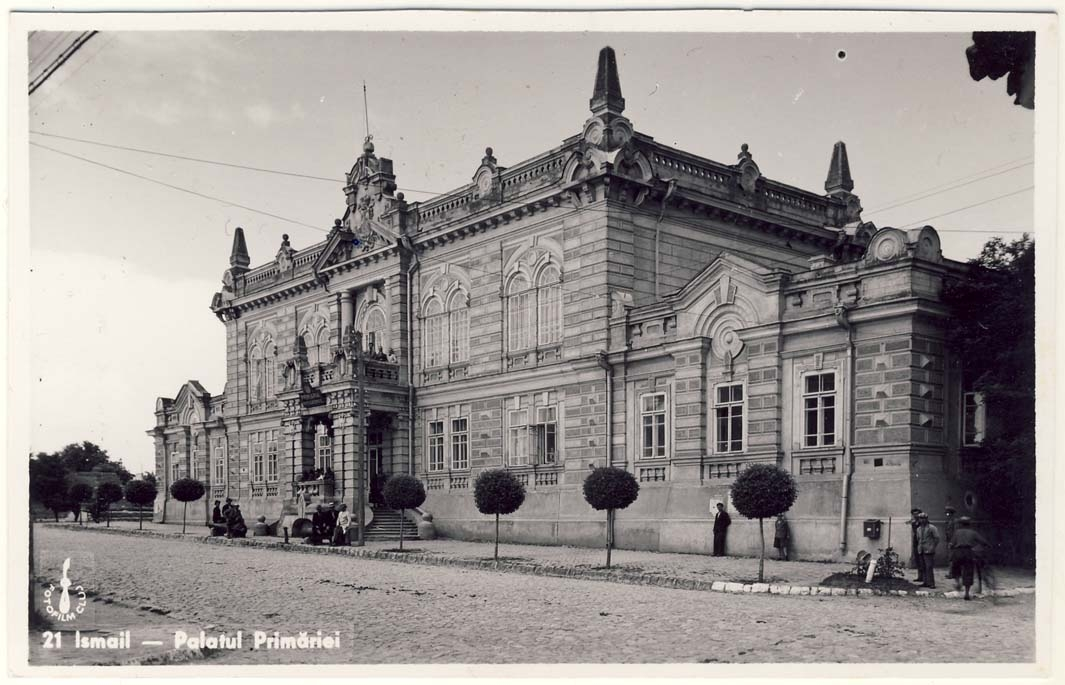
Міська рада (1930-ті роки, сучасний проспект Незалежності, 20)

До складу міської ради входять 50 депутатів, котрих раз на 5 років обирають мешканці міста.
З 2010 року в міській раді були представлені 7 політичних сил: Партія регіонів (заборонена), партія «Сильна Україна», Комуністична партія України (заборонена), партія «Руський блок» (заборонена), Всеукраїнське об'єднання «Батьківщина», партія «Фронт Змін», Партія промисловців і підприємців України.
VII скликання депутатів було представлено лише двома партіями: БПП (58,9 %, 28 депутатів) та Опозиційним блоком (15 %, 8 депутатів). Єдиною фракцією в Ізмаїльській міськраді тоді стала Фракція партії "Блок Петра Порошенка «Солідарність».
Після місцевих виборів 2020 року абсолютну більшість у міськраді отримала партія «Слуга народу»: 29 депутатів з-поміж 38, решта місць відійшла ОПЗЖ.

## Населення
У 1810—1811 рр. генералом Тучковим при фортеці був заснований посад, населений переважно болгарами. До кінця 1813 року тут налічувалося 6000 жителів, а 1817 року кількість населення зросла до 9000.
1856-го у місті проживало 30,6 тисяч осіб.
У 1892 році у місті мешкало 31171 особа (17461 чоловік і 13710 жінок).
За даними перепису населення 1897-го року населення міста становило 22 295 осіб. З них 8 271 осіб або 37,10 % вказали, що розмовляють українською мовою, 7 797 осіб або 34,97 % — російською, 2 736 осіб або 12,27 % — єврейською, 1 589 осіб або 7,13 % — румунською, 936 осіб або 4,20 % — болгарською, 503 осіб або 2,26 % — грецькою, 463 осіб або 2,07 % — іншою.
У 1918—1930 рр. через безробіття, голод, хвороби та щорічне зростання смертності населення в Ізмаїлі скоротилося до 26 тисяч мешканців станом на 1931 рік. З міста емігрувало до СРСР та інших країн 13 % жителів.
За переписом 1931 року у місті жило 26 123 особи, а за розрахунками 1937 року населення становило вже 26 669 жителів, природний приріст склав 546 осіб, або 2,1 %.
Станом на 1 січня 1941 року 25 823 осіб.
На рубежі 1983—1984 рр. в Ізмаїлі проживало 87 тис. осіб (30 національностей). 1990 року чисельність населення становила 94,1 тис. жителів.
На початку 2000-х у місті налічувалося 84,8 тис. мешканців (перепис 2001 року). Національний склад: росіяни — 43,7 %, українці — 38 %, болгари — 10 % і молдовани — 4,3 %.
| Національний розподіл (2001) | Національний розподіл (2001) | Національний розподіл (2001) | Національний розподіл (2001) | Національний розподіл (2001) |
| ---------------------------- | ---------------------------- | ---------------------------- | ---------------------------- | ---------------------------- |
| національність               |                              |                              | відсоток                     |                              |
| росіяни                      | росіяни                      |                              | 43.7%                        | 43.7%                        |
| українці                     | українці                     |                              | 38.0%                        | 38.0%                        |
| болгари                      | болгари                      |                              | 10.0%                        | 10.0%                        |
| молдовани                    | молдовани                    |                              | 4.3%                         | 4.3%                         |
| гагаузи                      | гагаузи                      |                              | 0.9%                         | 0.9%                         |
| цигани                       | цигани                       |                              | 0.3%                         | 0.3%                         |

| Мовний розподіл (2001) | Мовний розподіл (2001) | Мовний розподіл (2001) | Мовний розподіл (2001) | Мовний розподіл (2001) |
| ---------------------- | ---------------------- | ---------------------- | ---------------------- | ---------------------- |
| мова                   |                        |                        | відсоток               |                        |
| російська              | російська              |                        | 74.24%                 | 74.24%                 |
| українська             | українська             |                        | 18.04%                 | 18.04%                 |
| болгарська             | болгарська             |                        | 4.58%                  | 4.58%                  |
| румунська              | румунська              |                        | 1.83%                  | 1.83%                  |
| гагаузька              | гагаузька              |                        | 0.38%                  | 0.38%                  |
| циганська              | циганська              |                        | 0.26%                  | 0.26%                  |

У 2012 році населення міста становило 73 тис. мешканців.

## Економіка та промисловість

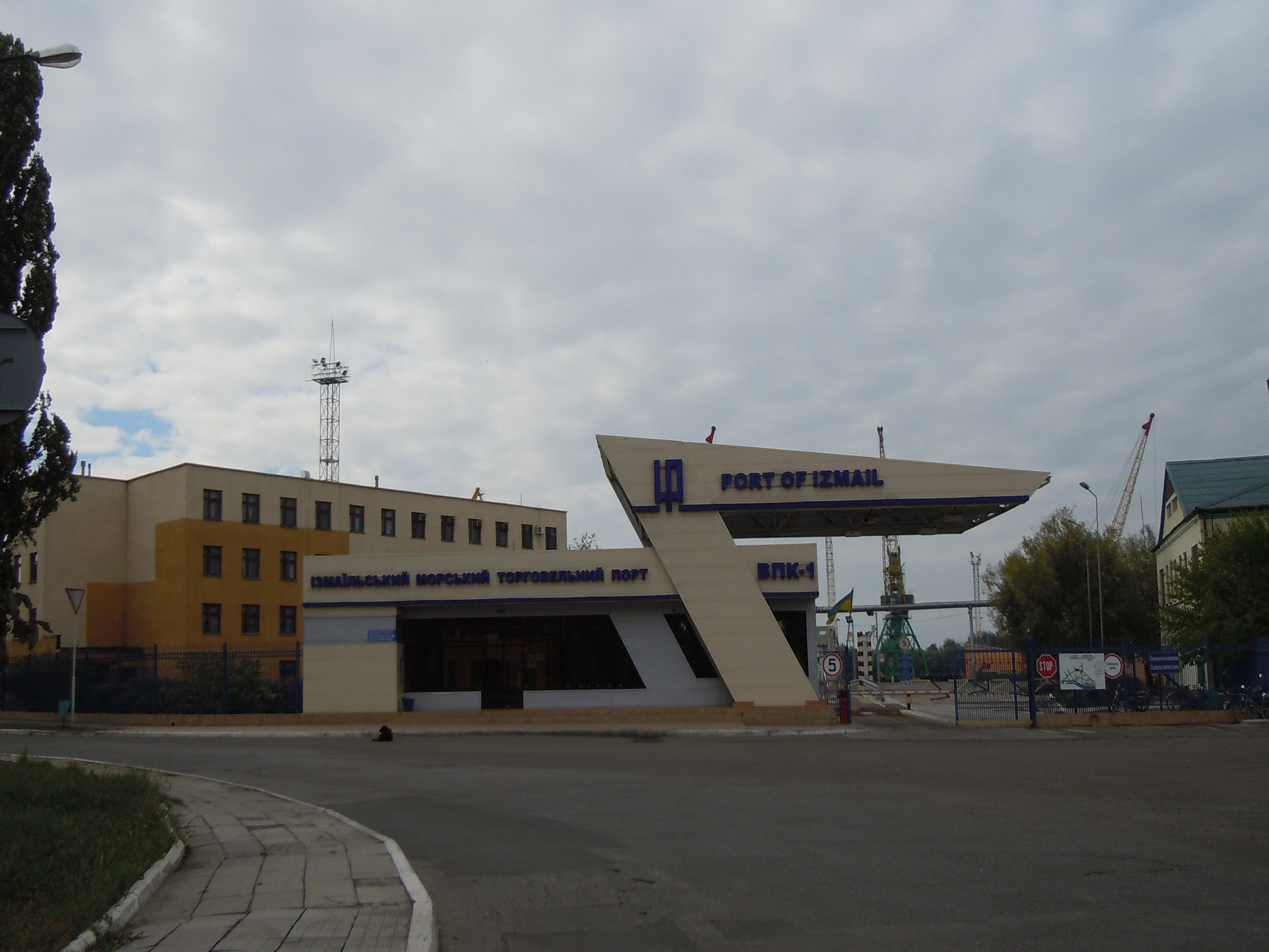
Ізмаїльський морський торговельний порт. Прохідна ППК-1 (1-й район)

У місті розташований головний офіс Українського Дунайського пароплавства (засноване 1944 року) і морський порт. Ізмаїл — найбільший український порт на Дунаї, який складається із трьох вантажних районів та одного пасажирського.
Також у місті базується державне підприємство водних шляхів «Устьдунайводшлях», котре брало участь у таких державних проєктах, як будівництво глибоководного судноплавного каналу «Дунай — Чорне море», розширенні підхідного каналу Дніпро-Бузького морського торгового порту тощо.
Ізмаїльський судноремонтний завод свою офіційну історію веде з 15 липня 1947 року, хоча судноремонтні майстерні міста були перейменовані лише у 1954 році. 2009 року підприємство було приватизоване і розділене на дві частини: ВАТ "Ізмаїльський річковий порт «ДУНАЙСУДНОСЕРВІС» та ТОВ "Судноремонтне підприємство «ДУНАЙСУДНОСЕРВІС». На сьогодні про діяльність заводу за профілем відомо небагато.
Завод ТОВ «Ізмаїльська виробничо-комерційна фірма Істр» виробляє оцинкований посуд, металічні вироби будівельного призначення та інші товари народного споживання з 1955 року.
З 1964 році у місті працює целюлозно-картонний комбінат.
Ізмаїльський олійноекстракційний завод, що використовував цехи колишнього гіганта оборонної промисловості — заводу «Еталон» s спеціалізувався на переробці олійних культур, а також гуртової торгівлі продуктами такої переробки, працював упродовж 2003—2017 років.
Окрім цього, наявна харчова промисловість.
Навесні 2022 року міська рада виділила місце для нового зерноперевалочного комплексу компанії «Нібулон», який запрацював у вересні того ж року, у планах розширення можливостей філії.

### Міжнародна співпраця
У 1996 році був підписаний договір про співпрацю та взаємодію між містами Добрич та Ізмаїл. У 2001 році договір був продовжений.
31 серпня 2016 року міськрада підтримала вступ до Асоціації транскордонної співпраці «Єврорегіон „Нижній Дунай“». Повноцінне членство заплановане на 2017-й.

## Транспорт

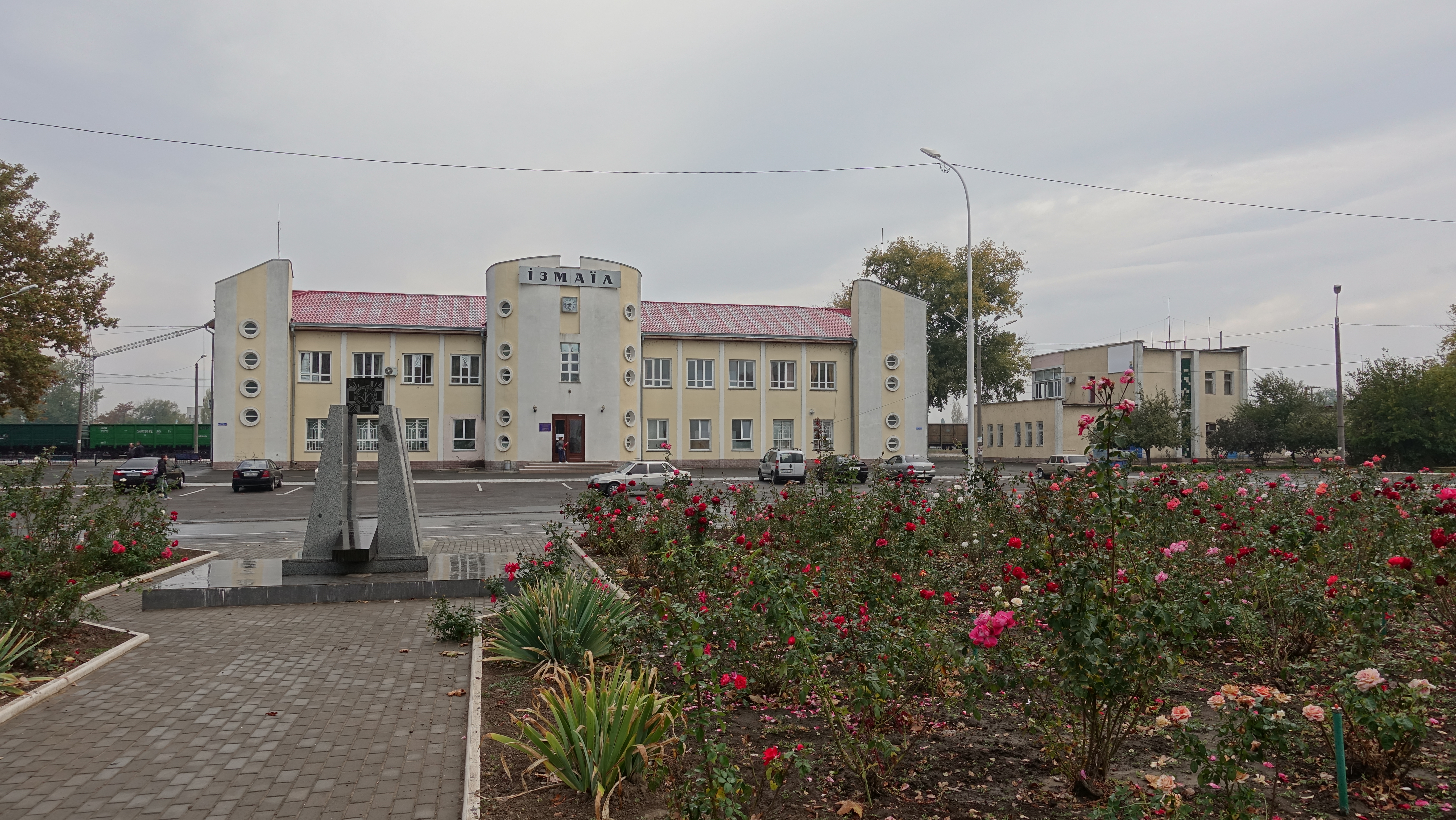
Залізничний вокзал

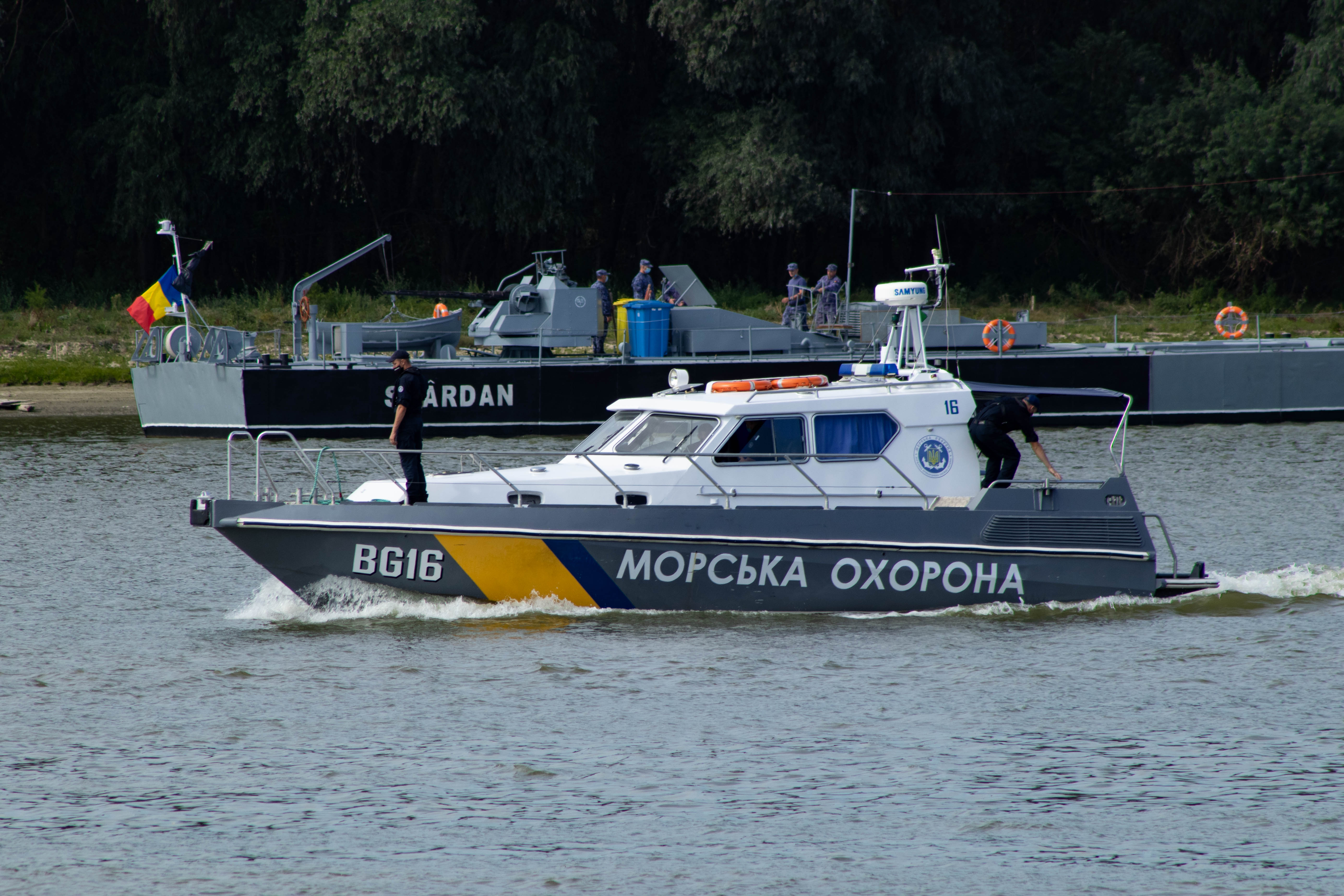
Катер морської охорони

Географічне розташування між гирлами Дунаю, Дністра та Чорним морем усього регіону в цілому та міста зокрема сильно ускладнює транспортну комунікацію з рештою країни.

### Залізничний
Станція зараз є кінцевим пунктом 90-кілометрової неелектрифікованої залізничної гілки Арциз — Ізмаїл, що перебуває у підпорядкуванні Одеської залізниці. У місті розташована залізнична станція, діє зал очікування та каса у вокзалі.
Призначено пасажирський потяг з Києва (щоденно).
У листопаді 2021 року відновлено курсування окремого дизель-потяга до Одеси. 2022-го не курсував з міркувань безпеки у період з 2 по 9 березня, а 26-28 квітня та з 17 травня — через пошкодження у результаті обстрілів мосту через Дністровсько-Цареградське гирло.

### Повітряний
В місті розташований аеропорт «Ізмаїл», який з 2010 року законсервовано на невизначений термін. У червні 2014 року Одеська обласна рада продовжила консервацію аеропорту ще на чотири роки.

### Автомобільний
Дістатися до Одеси та інших міст України суходолом можливо лише транзитом через Молдову. Відстань до обласного центру автошляхом E87 через автомобільний міст у Маяках становить 239 км, через комбінований міст понад гирлом Дністра у Затоці, використовуючи Н33 — 260 км.
Автодороги М15 Т 1607 Т 1631 сполучають місто з іншими населеними пунктами півдня області.

### Міські перевезення
У місті діють близько 25 маршрутів автобусів і таксі. Є приміське автобусне сполучення. З 19 лютого 2015 року вартість проїзду у маршрутних таксі міста складала 4 гривні, з вересня 2018 року — 7 гривень; у грудні 2021-го зросла до 10, а за півроку — до 15 гривень.
Ізмаїл не має громадського електротранспорту. За радянських часів були плани запустити тролейбусну лінію у випадку, якщо населення міста перевищить 100 тисяч осіб.

## Культура

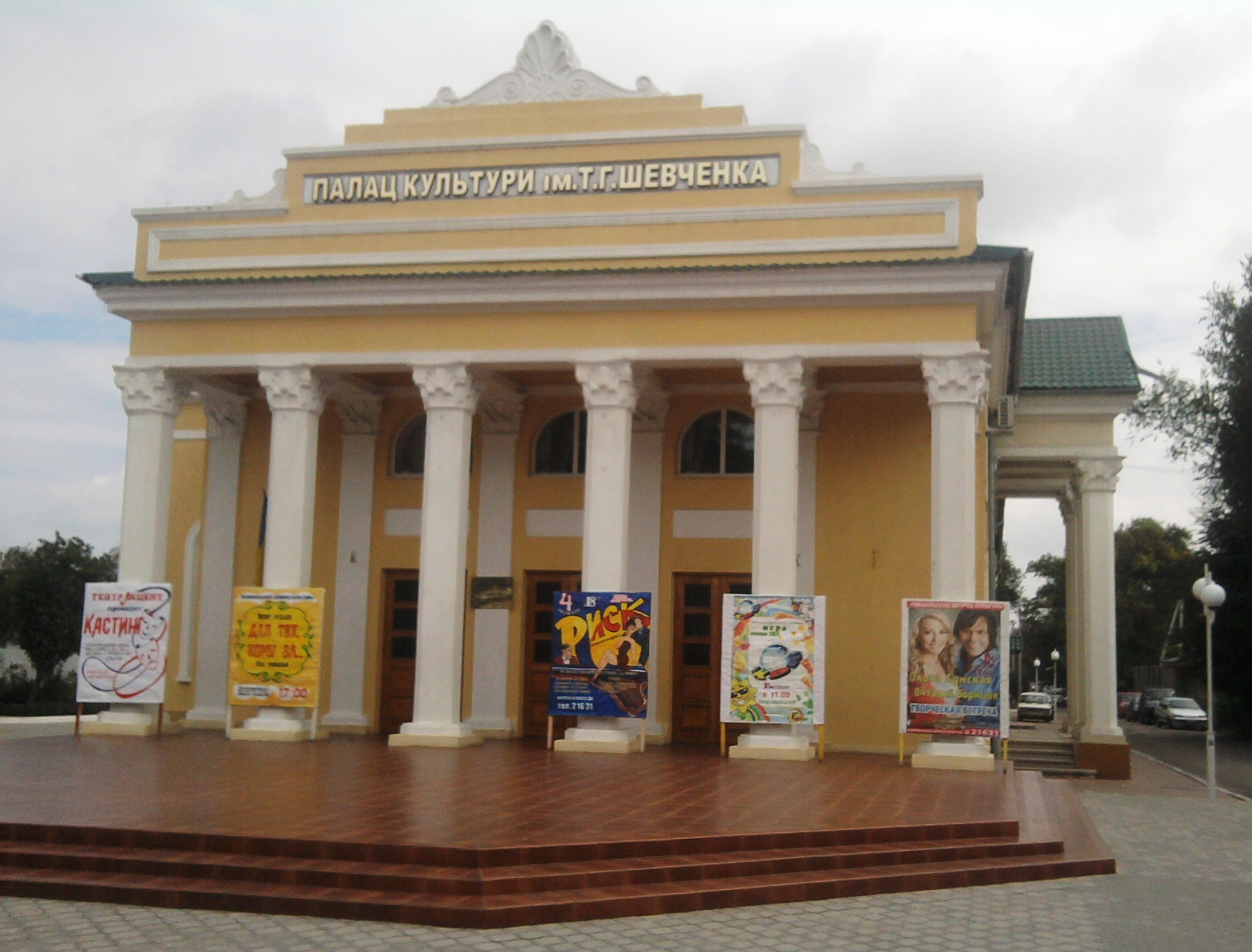
Ізмаїльський палац культури імені Т. Г. Шевченка

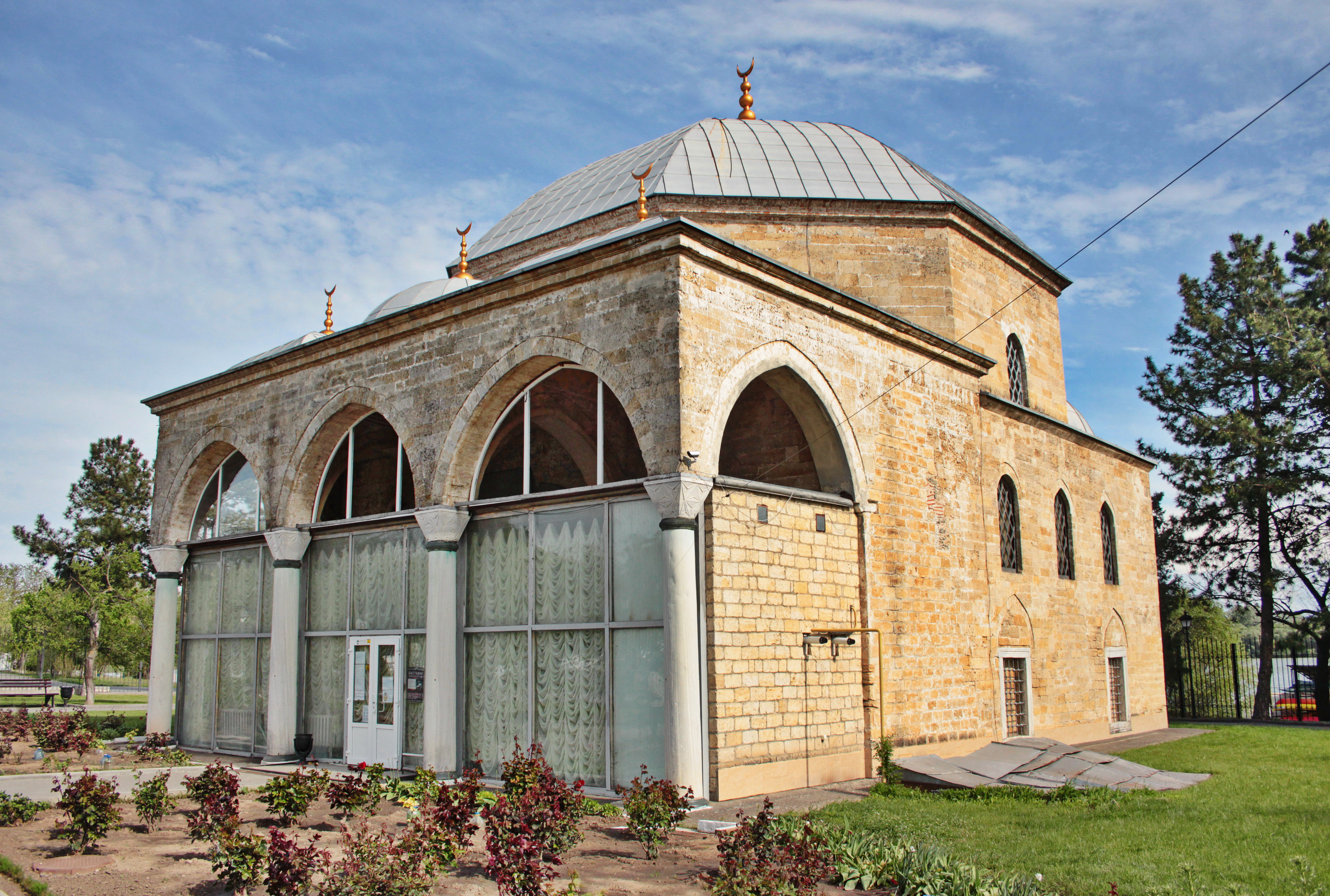
Мала мечеть, у якій розміщується діорама «Штурм фортеці Ізмаїл»

### Музеї
У місті є Ізмаїльський військово-історичний музейний комплекс, розташований в центрі міста і відділ музею — Діорама «Штурм фортеці Ізмаїл», що розташований в Малій мечеті на території Фортеці. Музей був закритий на ремонт з 2004 по 2009 рік. Знову відчинений для відвідувачів у 2009 році.
Також є картинна галерея, Палац культури ім. Т. Г. Шевченка, краєзнавчий музей, меморіальний парк-музей «Фортеця». Працює «Спілка художників Ізмаїла».
У будівлі Управління ПрАТ «Українське Дунайське пароплавство» працює музей історії пароплавства і Дунайського судноплавства.
У 2020-х запрацював музей мініатюр, де відвідувачі можуть побачити точні копії історичних споруд міста. Його ініціаторами стали Валерій Пастернак та Віктор Нікітенко, які почали створювати копії втрачених і зруйнованих у різний час будівель міста. Першою мініатюрою музею стала Ізмаїльська фортеця, довкола якої утворилося сучасне місто. Одна з робіт — острів Зміїний з храмом Ахілла, що височів над морем за античних часів. В середньому музей виготовляє 3–4 мініатюри із каменю на рік. Їх виставляють не лише в приміщенні, а й на відкритому повітрі.
Заклади освіти:
- Ізмаїльський державний гуманітарний університет
- Ізмаїльський технікум економіки і права
- Ізмаїльський технікум механізації та електрифікації сільського господарства
- Ізмаїльський політехнічний ліцей
- Ізмаїльський військово-морський ліцей з посиленою військово-фізичною підготовкою
- Ізмаїльське вище професійне училище № 9
- Ізмаїльське ПТУ № 7
- Ізмаїльське ПТУ № 38
- 12 загальноосвітніх шкіл та одна вечірня

З 1945 року в місті існує музична школа.
На початку червня 2015 року у місті вперше пройшов Парад вишиванок.

### Парки

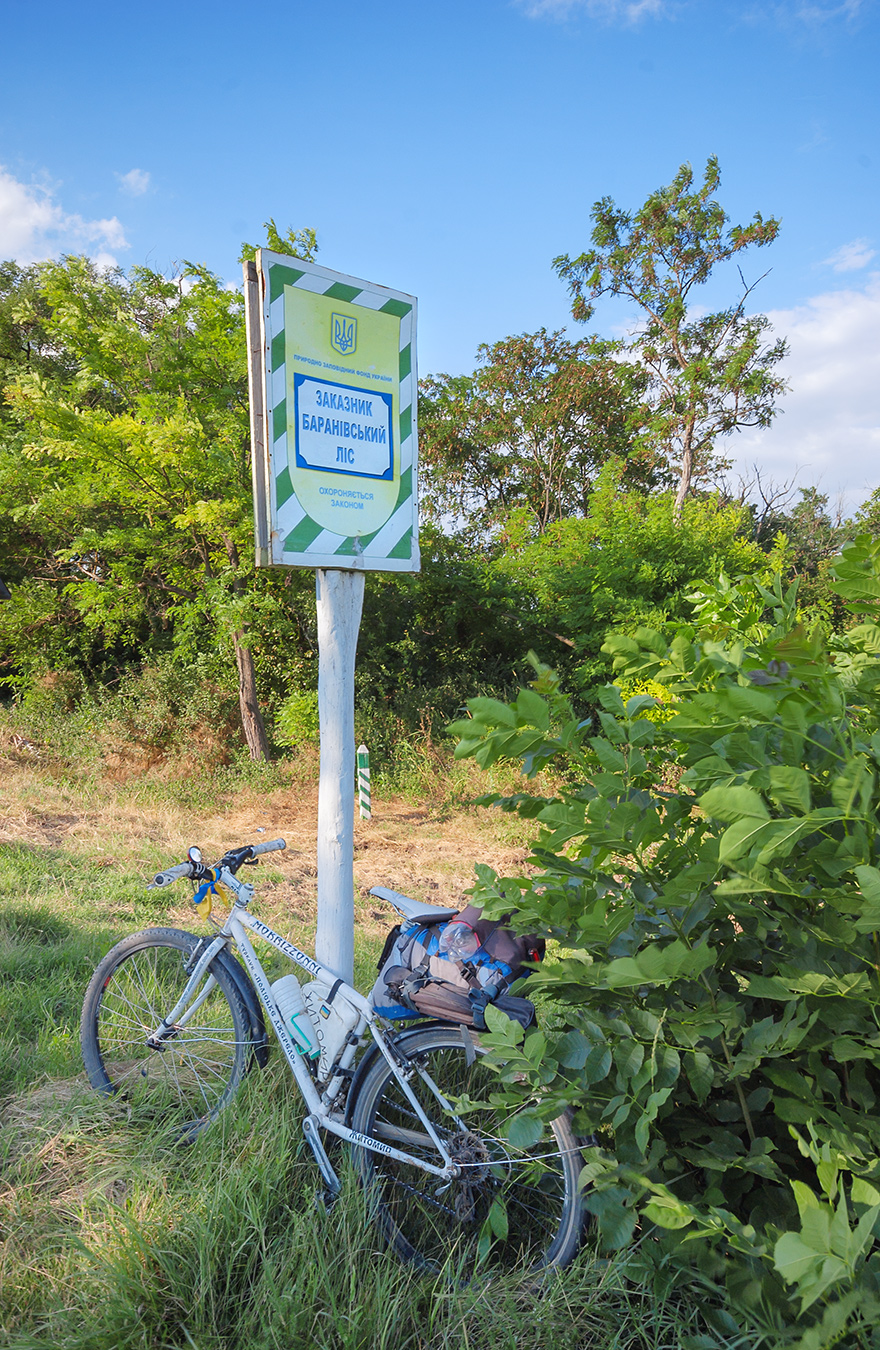
Баранівський ліс (ландшафтний заказник)

Загалом на території міста налічується 19 парків та скверів
- «Барано́вський ліс» (за містом), створений 2009 року[53]
- Парк мініатюр Ізмаїльського меморіального парку «Фортеця»
- Гагарінський парк (між Болградським шосе, вулицею Михайлівською та залізничною гілкою у 1-й район порту)
- Міський сад (квартал між вулицями Покровською, Адмірала Холостякова, Бендерською та проспектом Незалежності — колишній Комсомольський сквер), приблизна дата створення — 1900[54] або 1912[55] рік
- Парк ім. Богдана Хмельницького (між вулицями Рєпіна, Чехова, провулком Короленка та проспектом Незалежності), закладений 1956 року
- Парк Пам'яті (між вулицями Шевченка, Михайла Грушевського та проспектом Миру — колишнє Старе кладовище), закладений 2000 року[56]
- Клушинський сквер (на розі вулиці Клушина та проспекту Миру), закладений 2015 року[57]

### Пам'ятники

#### Наявні
| Назва                                                                                 | Дата встановлення                       | Розташування | Фото           | Джерело |
| ------------------------------------------------------------------------------------- | --------------------------------------- | --- | -------------- | ------- |
| Монумент героям                                                                       | 30 травня 1930 року                     | Російське військове кладовище, Ізмаїльська фортеця 45°20′22″ пн. ш. 28°48′52″ сх. д. / 45.339395° пн. ш. 28.814428° сх. д.                  | Фото 2014 року | [ 58 ]  |
| Пам'ятник Тарасу Шевченку                                                             | 1945 7 жовтня 2014 року (реконструкція) | проспект Незалежності, поблизу БК ім. Шевченка 45°20′43″ пн. ш. 28°50′07″ сх. д. / 45.345182° пн. ш. 28.835299° сх. д.                      | Фото 2014 року |         |
| Братська могила 65 радянських воїнів, загиблих при звільненні міста 26 серпня 1944 р. | 1952                                    | Проспект Незалежності (Ізмаїл), сквер навпроти будівлі міської ради 45°21′05″ пн. ш. 28°50′11″ сх. д. / 45.351305° пн. ш. 28.836282° сх. д. | Фото 2024 року |         |
| Пам'ятник капітану Платону Семенюку                                                   | 26 серпня 1985 року                     | сквер кап. Семенюка 45°20′39″ пн. ш. 28°49′34″ сх. д. / 45.344178° пн. ш. 28.826113° сх. д.                                                 |                | [ 59 ]  |
| Пам'ятник морякам Дунайської військової флотилії                                      | 30 липня 1967 року                      | парк Дружба народів 45°19′58″ пн. ш. 28°49′59″ сх. д. / 45.332892° пн. ш. 28.833049° сх. д.                                                 | Фото 2012 року | [ 59 ]  |
| Пам'ятник воїнам-афганцям                                                             | 9 травня 1995 року                      | Міський сад 45°20′28″ пн. ш. 28°50′00″ сх. д. / 45.341017° пн. ш. 28.833253° сх. д.                                                         | Фото 2024 року | [ 60 ]  |
| Пам'ятник Христо Ботеву (бюст)                                                        | 20 березня 1978 року                    | вул. Рєпіна, поблизу ІДГУ 45°21′38″ пн. ш. 28°49′08″ сх. д. / 45.360554° пн. ш. 28.818886° сх. д.                                           | Фото 2014 року | [ 61 ]  |
| Пам'ятник Миколі Глущенку (бюст)                                                      | 1984                                    | проспект Незалежності, поблизу картинної галереї 45°20′15″ пн. ш. 28°50′00″ сх. д. / 45.337415° пн. ш. 28.833403° сх. д.                    |                | [ 62 ]  |

#### Демонтовані
| Назва                                        | Дата встановлення  | Дата демонтажу      | Колишнє розташування | Фото              | Примітка | Джерело       |
| Пам'ятник Фердинанду I                       | 1927               | 1945                | Біля будівлі Покровського собору на проспекті Незалежності                                                                | Фото 1930-х років | Зруйнований по приході до влади комуністів. На його місці встановили пам'ятник Олександру Суворову                        | [ 63 ]        |
| Пам'ятник Леніну                             | 22 квітня 1986     | 12 лютого 2016 року | перед будівлею міськвиконкому на проспекті Незалежності                                                                   | Фото 2013 року    | Демонтований у рамках декомунізації. Станом на початок лютого 2016-го був найбільшим в області.                           | [ 64 ]        |
| Пам'ятник Леніну                             | 1953               | 17 лютого 2016 року | Ленінський сквер |                   | Демонтований у рамках декомунізації.                                                                                      | [ 65 ]        |
| Пам'ятник Суворову (скульптор Борис Едуардс) | 26 серпня 1945     | 1 грудня 2022 року  | проспект Незалежності, поблизу собору                                                                                     |                   | Рішення ухвалено у листопаді 2022 року, має бути перенесений до міськуправління водопровідно-каналізаційного господарства | [ 67 ] [ 68 ] |
| Пам'ятник Сергію Тучкову                     | 1 жовтня 1997 року | 11 червня 2024 року | проспект Незалежності, навпроти картинної галереї 45°20′15″ пн. ш. 28°50′02″ сх. д. / 45.337504° пн. ш. 28.833923° сх. д. |                   | | [ 69 ]        |

### Релігія
У 1751—1789 рр. Ізмаїл був резиденцією браїльського митрополита Константинопольського патріархату.
22 липня 1922 року Синод Православних церков Румунії створив у Кишинівській архієпархії дві нові єпархії: Хотинську та Аккермансько-Ізмаїльську, котрі існували до 1944. Щоправда, резиденцією останньої визначили місто Четатя-Албе (сучасний Білгород-Дністровський).
Нині переважна більшість вірян міста — православні РПЦвУ. Зокрема, РПЦвУ належить візитівка міста — Свято-Покровський кафедральний собор. Окрім нього, в Ізмаїлі до Одеської єпархії УПЦ МП входять церква Святих Костянтина й Олени, церква Святих Жон-Мироносиць, Свято-Миколаївський та Успенський монастирі та Свято-Різдво-Богородична церква. Остання є єдиним храмом, де освячується шлюб між православними та старообрядцями.
Також у місті діє старообрядницька Свято-Миколаївська церква, підпорядкована Одесько-Ізмаїльському благочинню Вінницько-Одеської єпархії.
Римсько-католицький костьол Непорочного зачаття (Білгород-Дністровський деканат Одесько-Сімферопольської дієцезії), що знаходиться неподалік від центру міста, приймає також протестантів та вірних греко-католицького обряду.
До 60-х років минулого сторіччя тут існувала Вірменська церква Сурб Геворг (Святого Георгія).
16 вересня 2018 року в Ізмаїлі створено нову парафію УГКЦ.
З 2020 року будується Ізмаїльська мечеть ДУМУ.

Церкви Ізмаїла
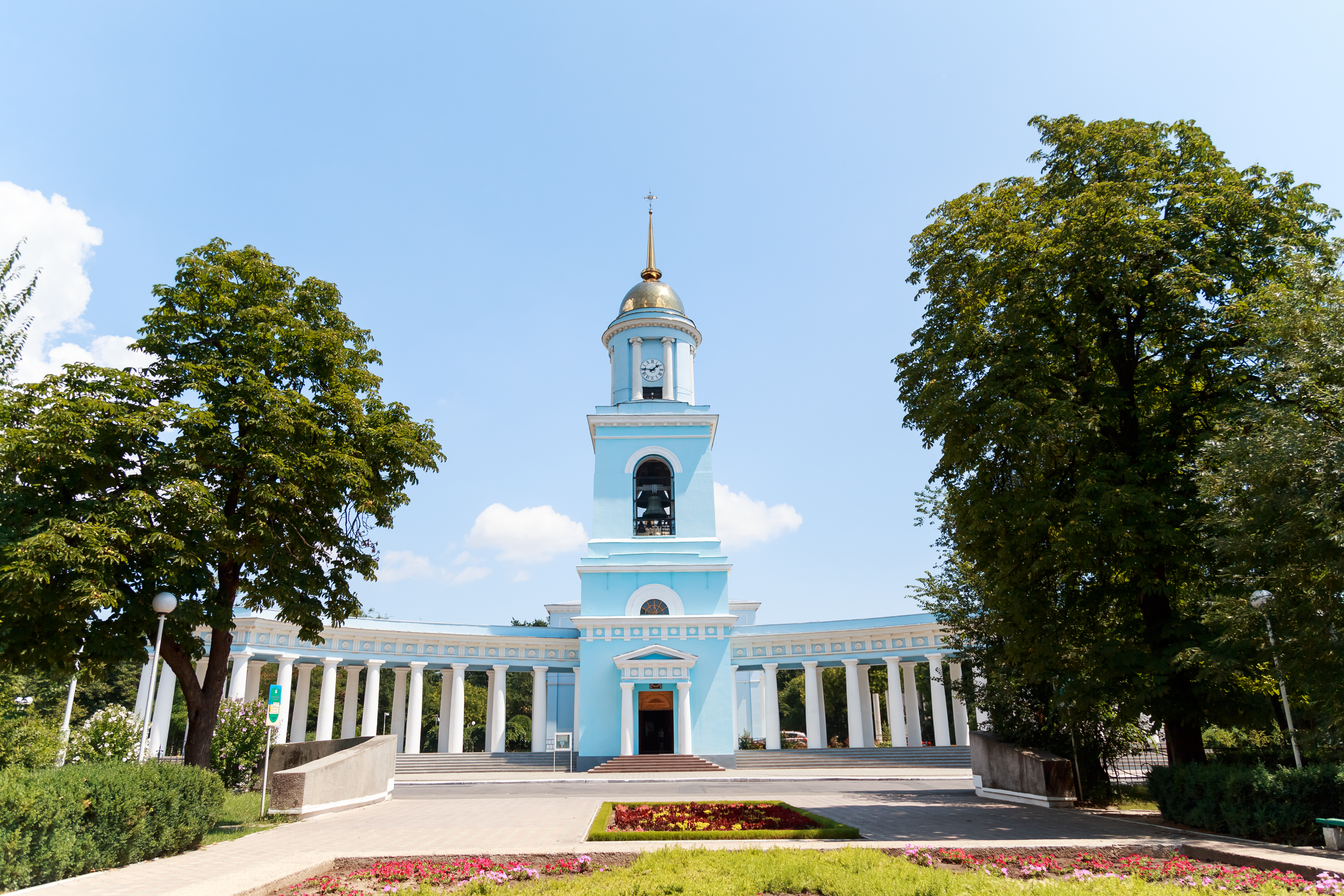
Свято-Покровський собор
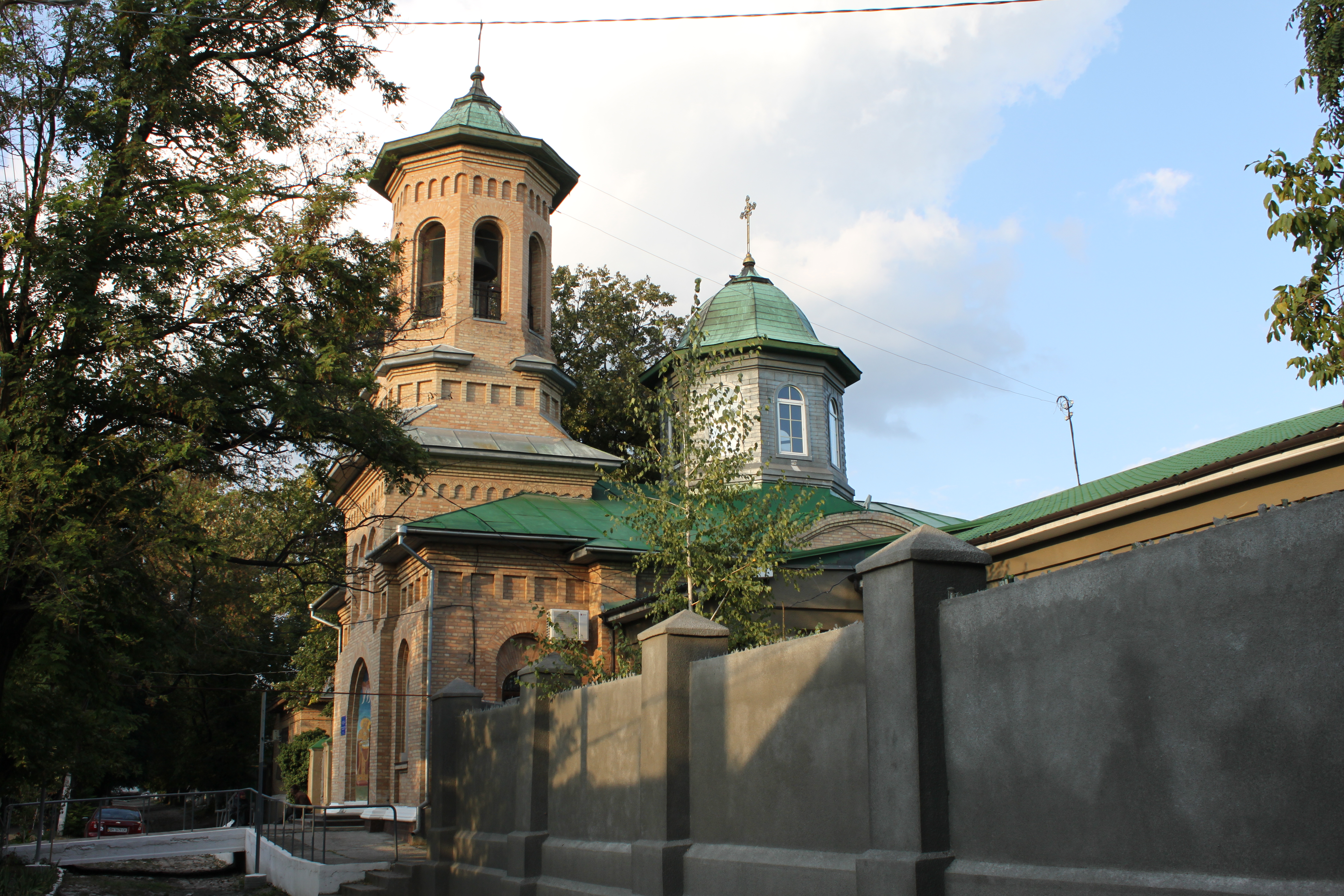
Церква Святих Костянтина й Олени
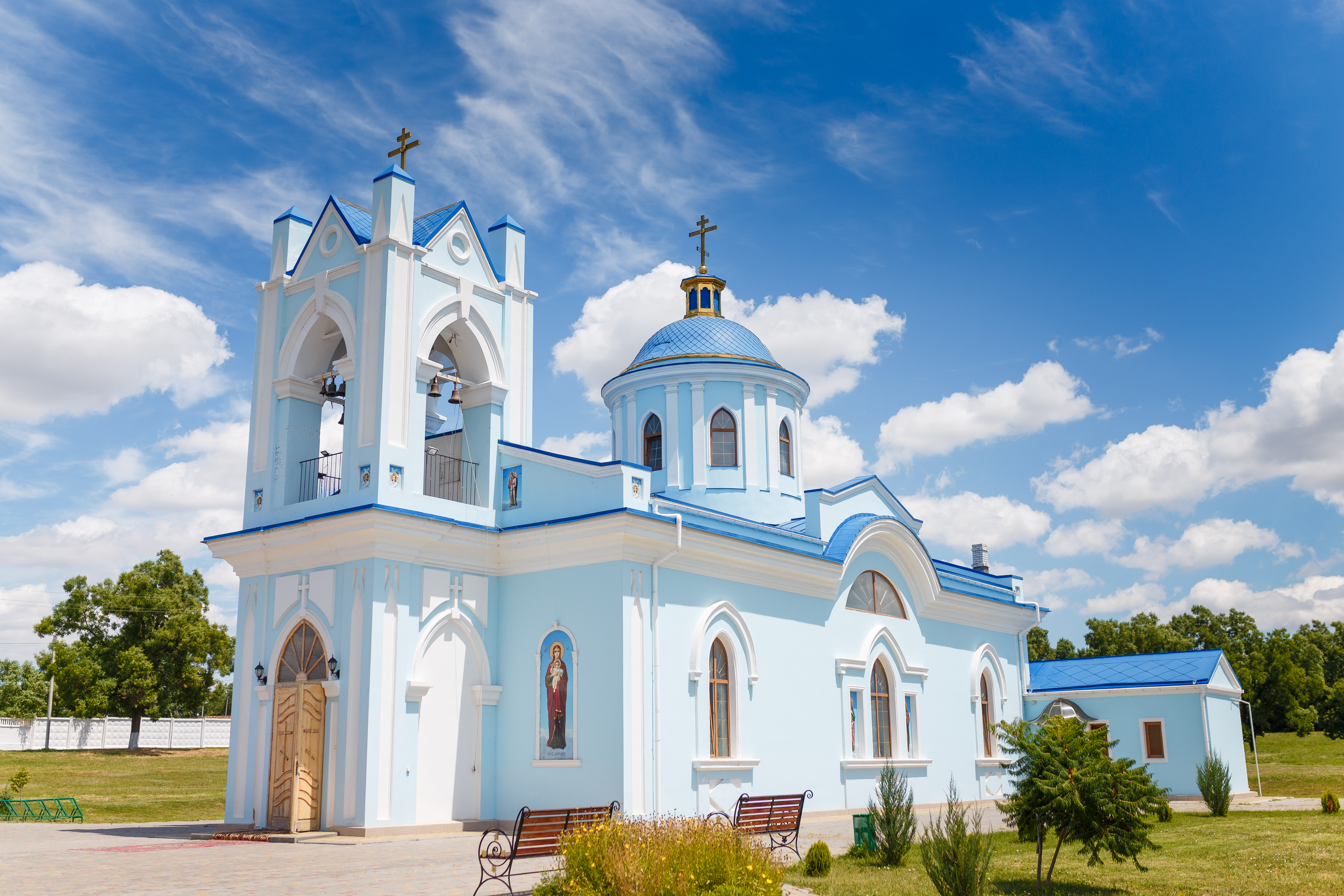
Успенська церква Свято-Миколаївського монастиря
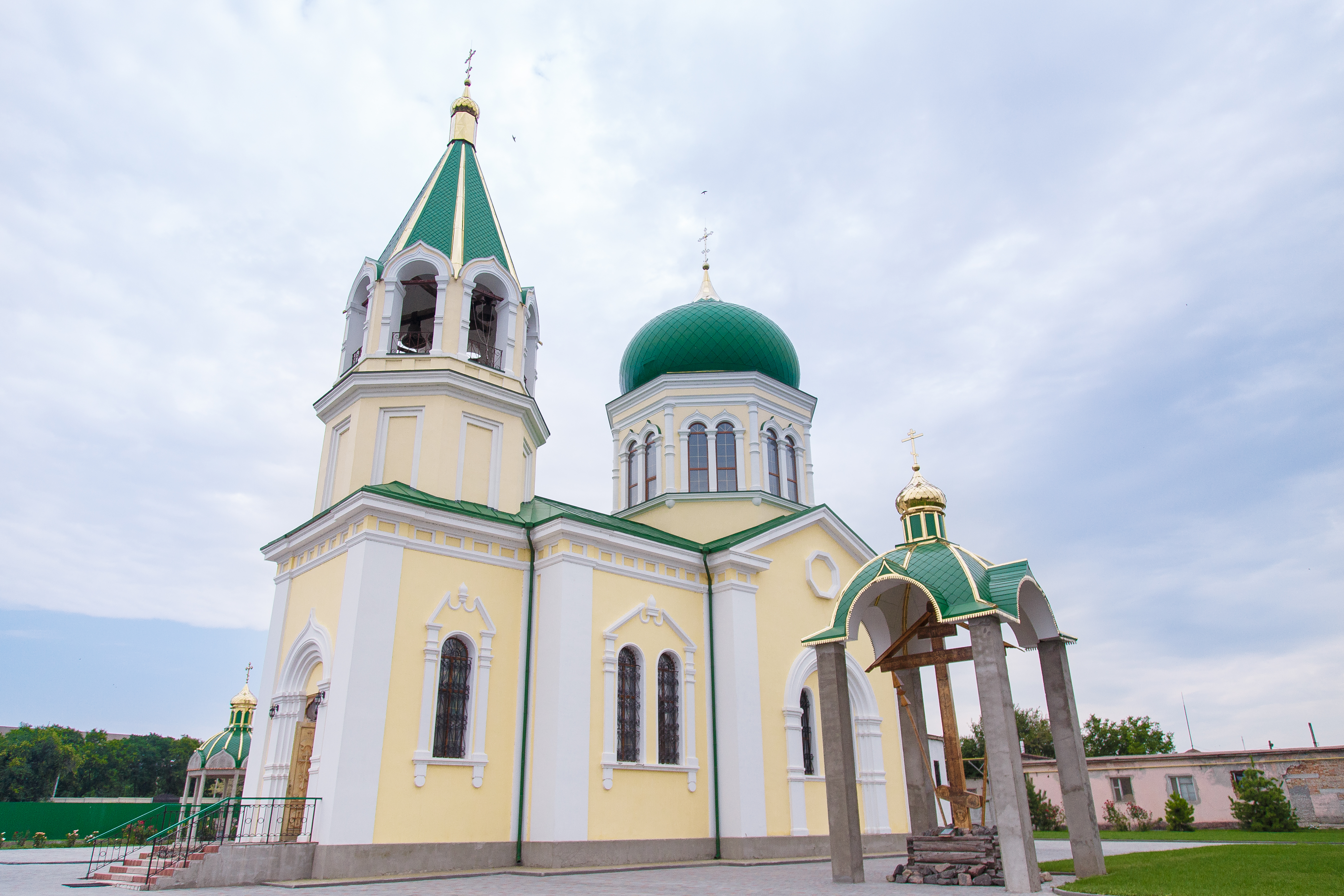
Миколаївська церква Свято-Миколаївського монастиря
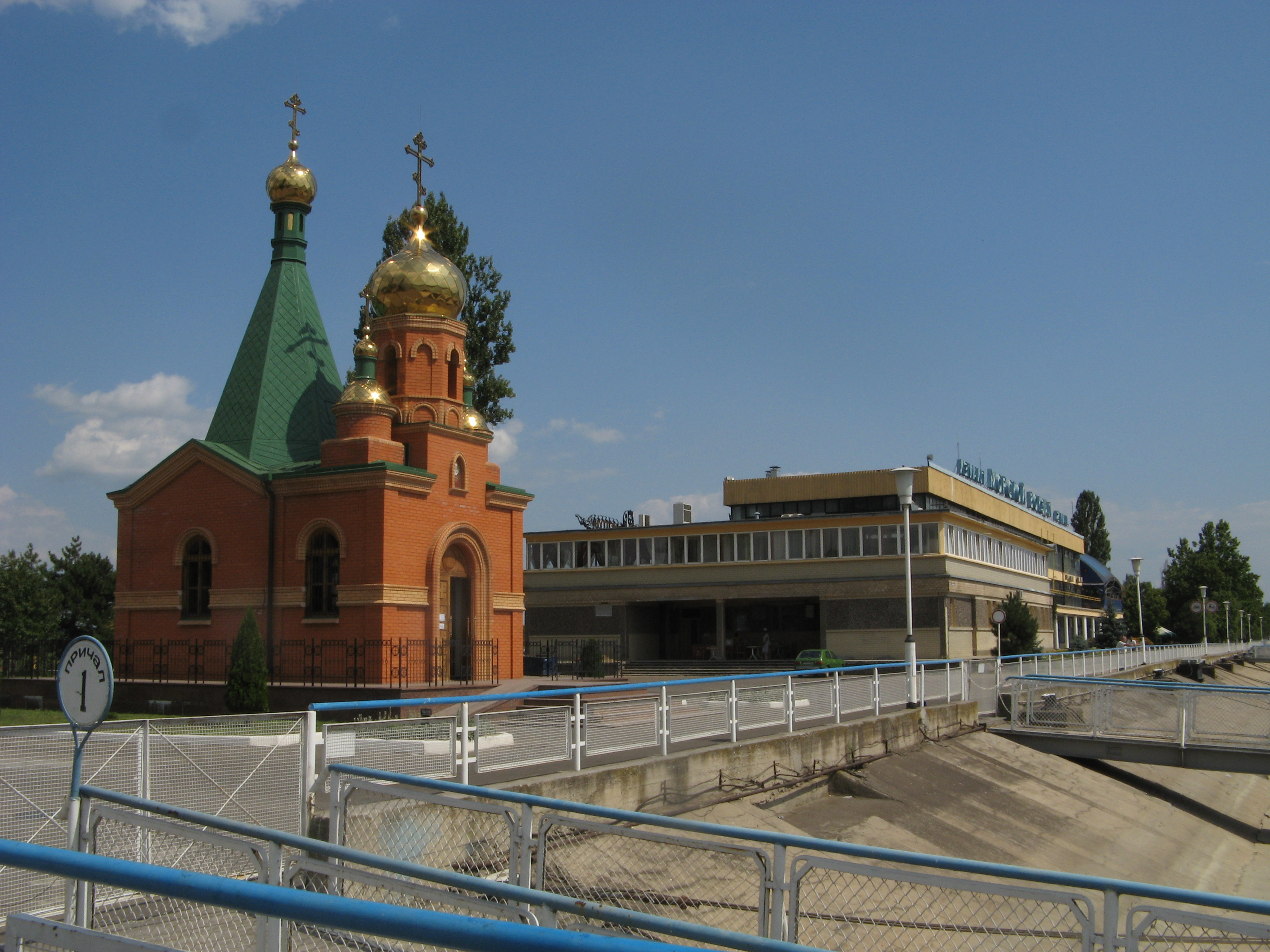
Портова каплиця Св. Миколая
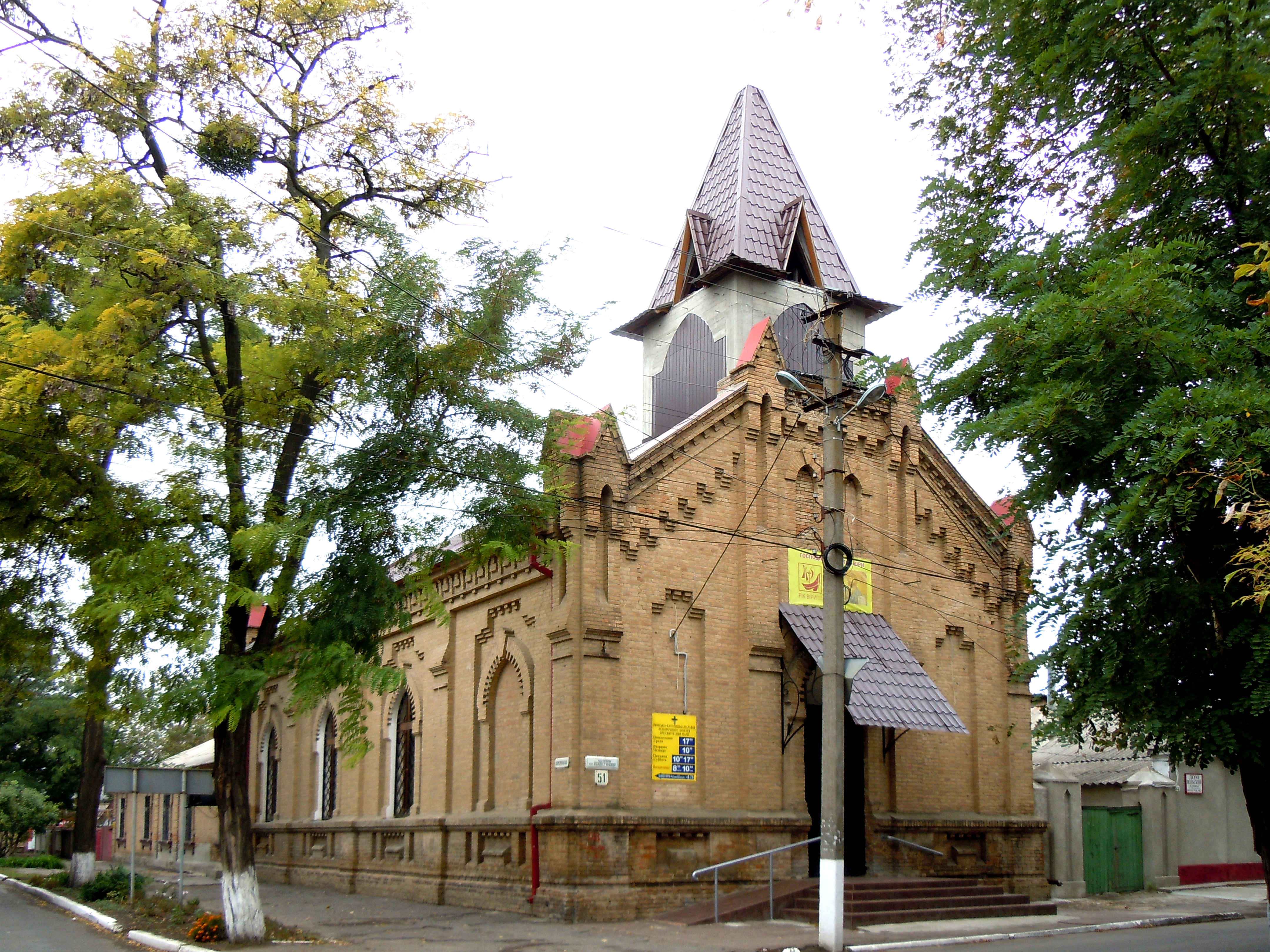
Костел Непорочного зачаття
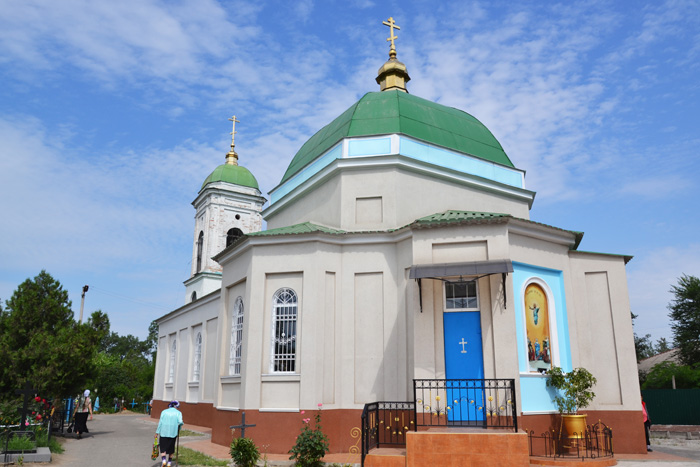
Церква Вознесенська
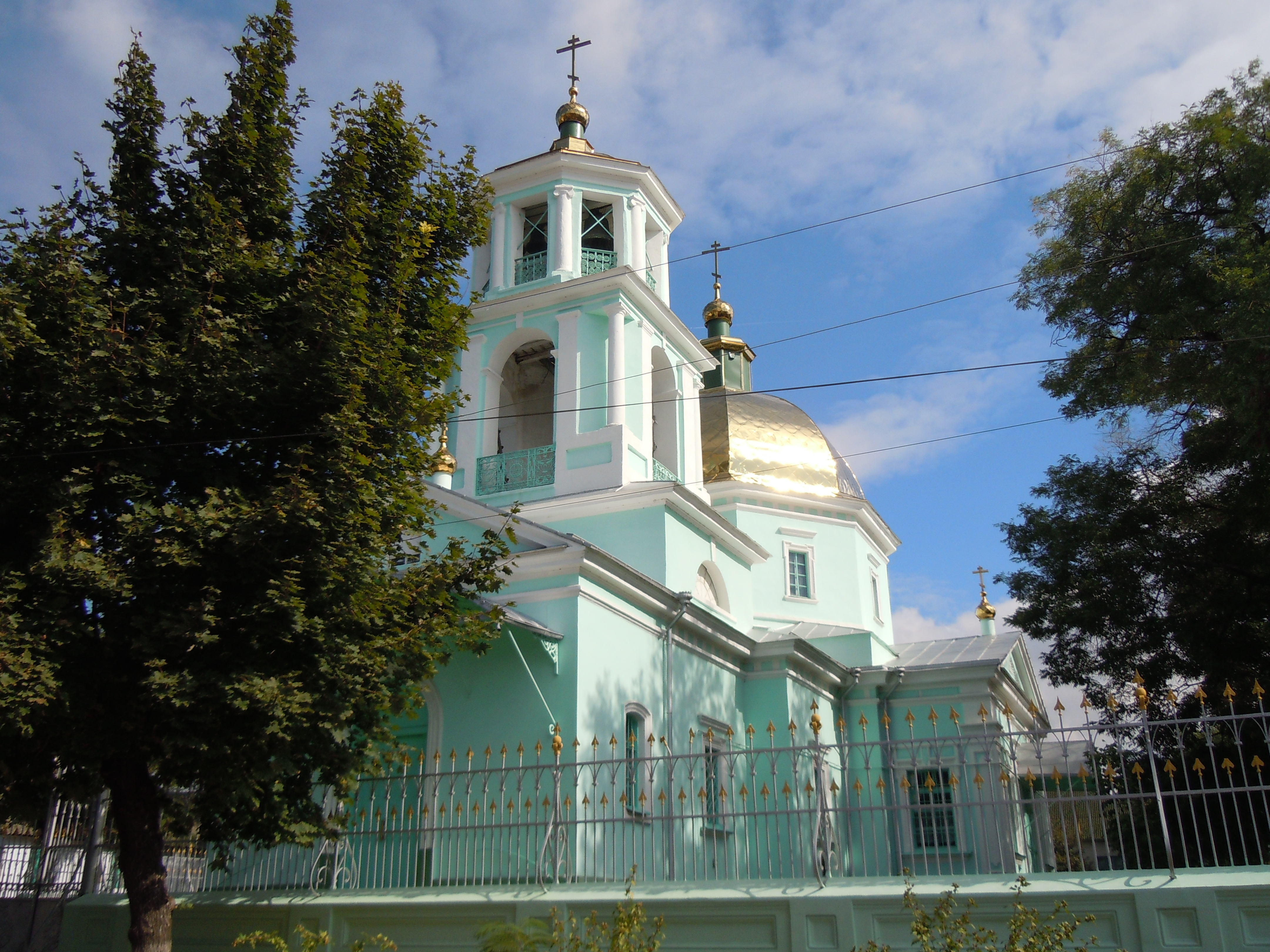
Свято-Миколаївська церква (старообрядська)
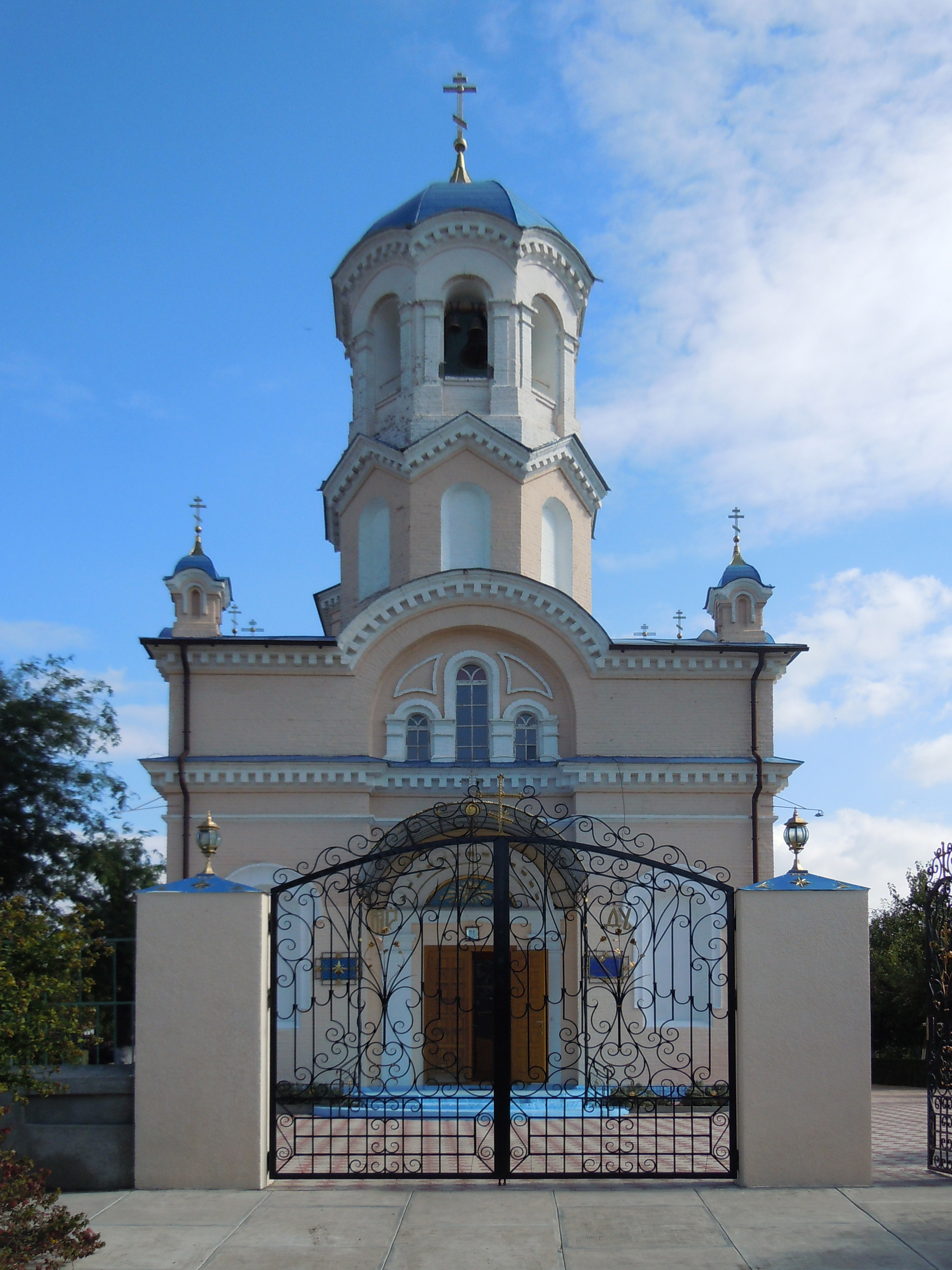
Єдиновірська Свято-Різдво-Богородична церква
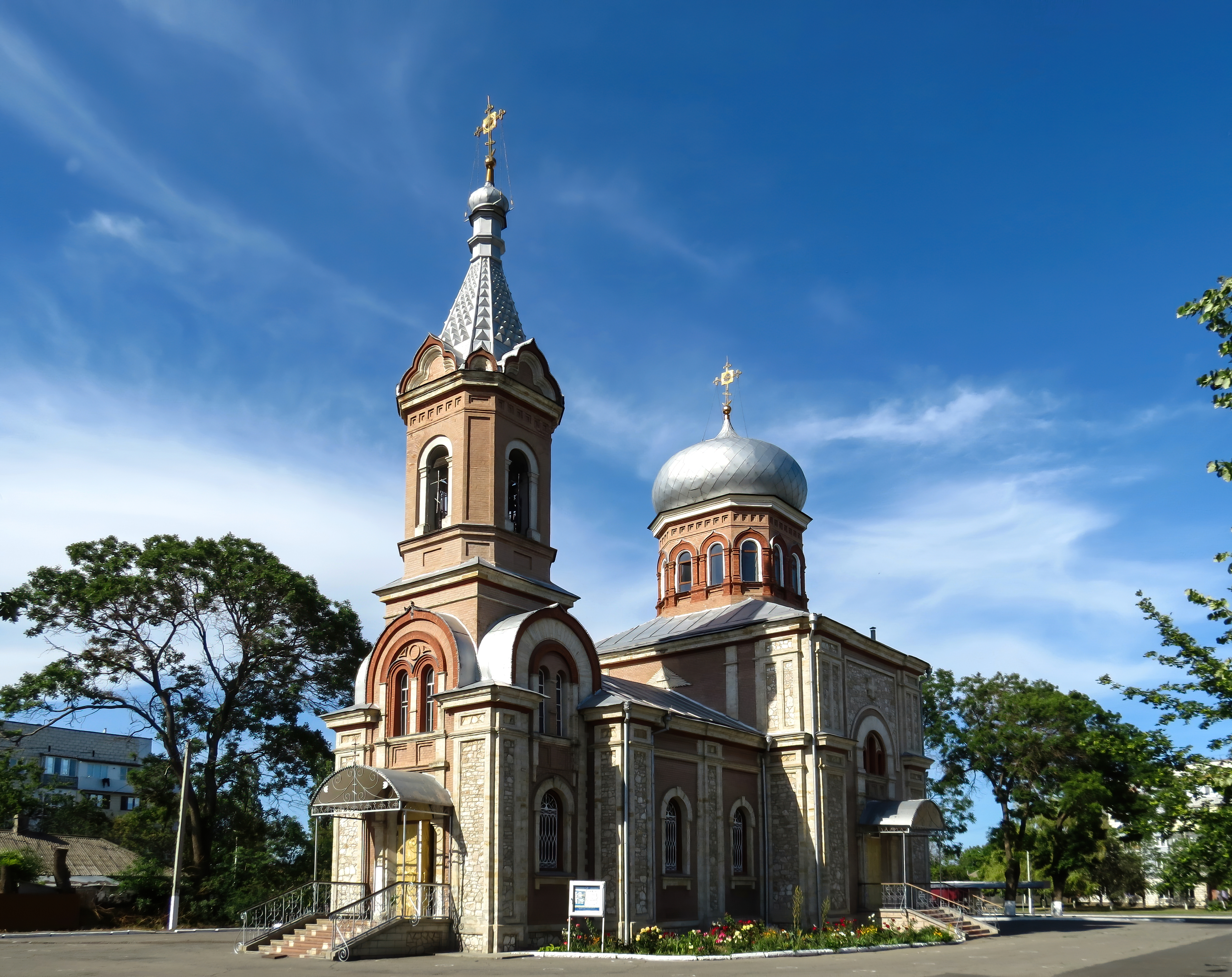
Церква Святих Жінок-Мироносиць

Втрачені
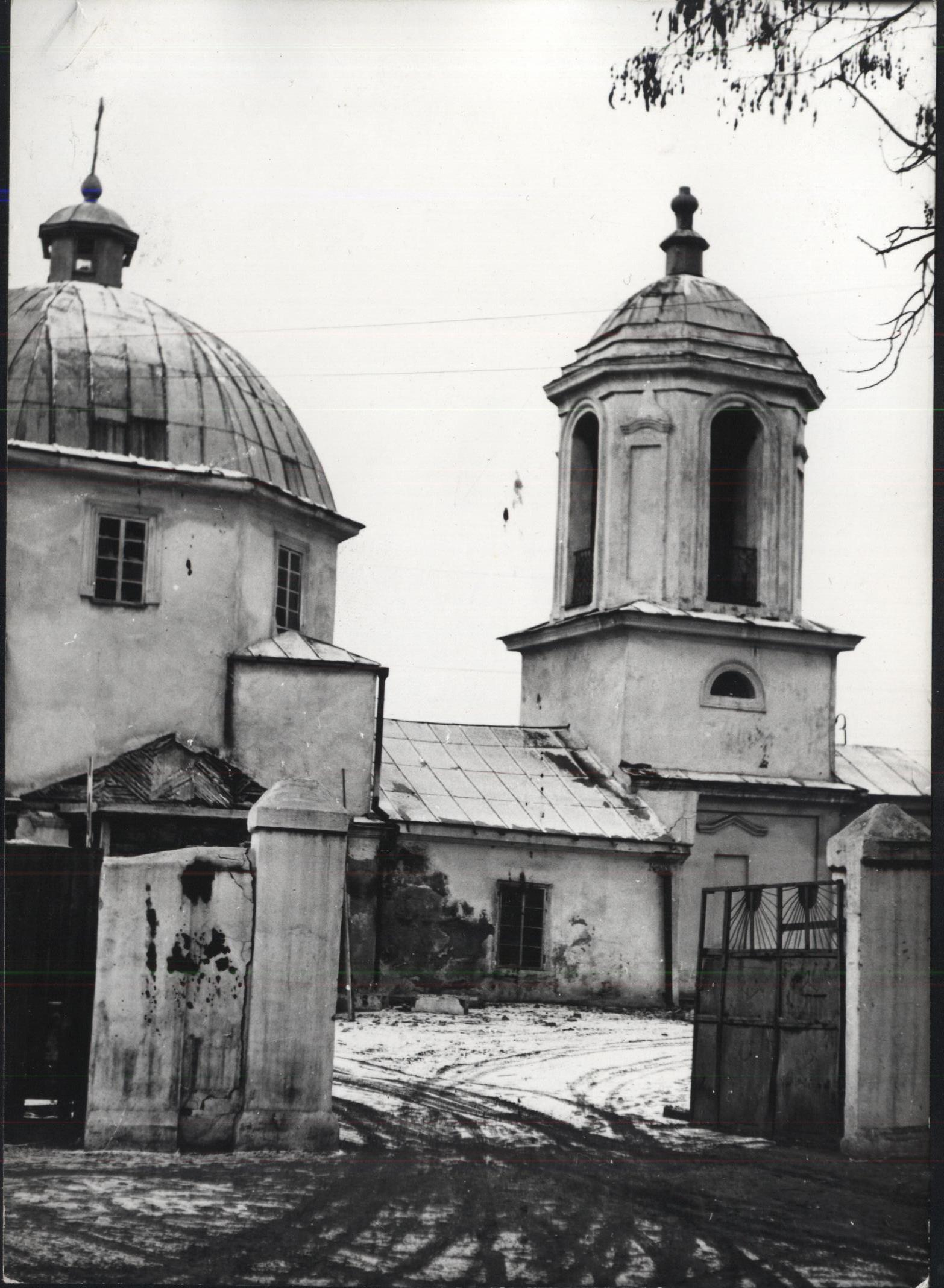
Церква Різдва фото середини 1980-х рр.
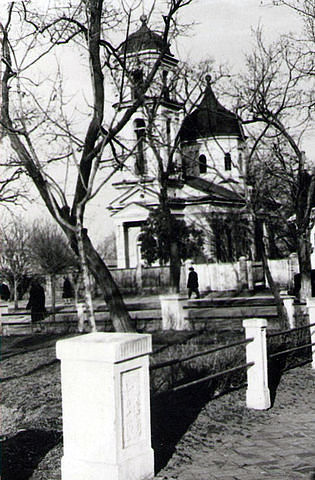
Вірменська церква Сурб Геворг фото 1950-х рр.
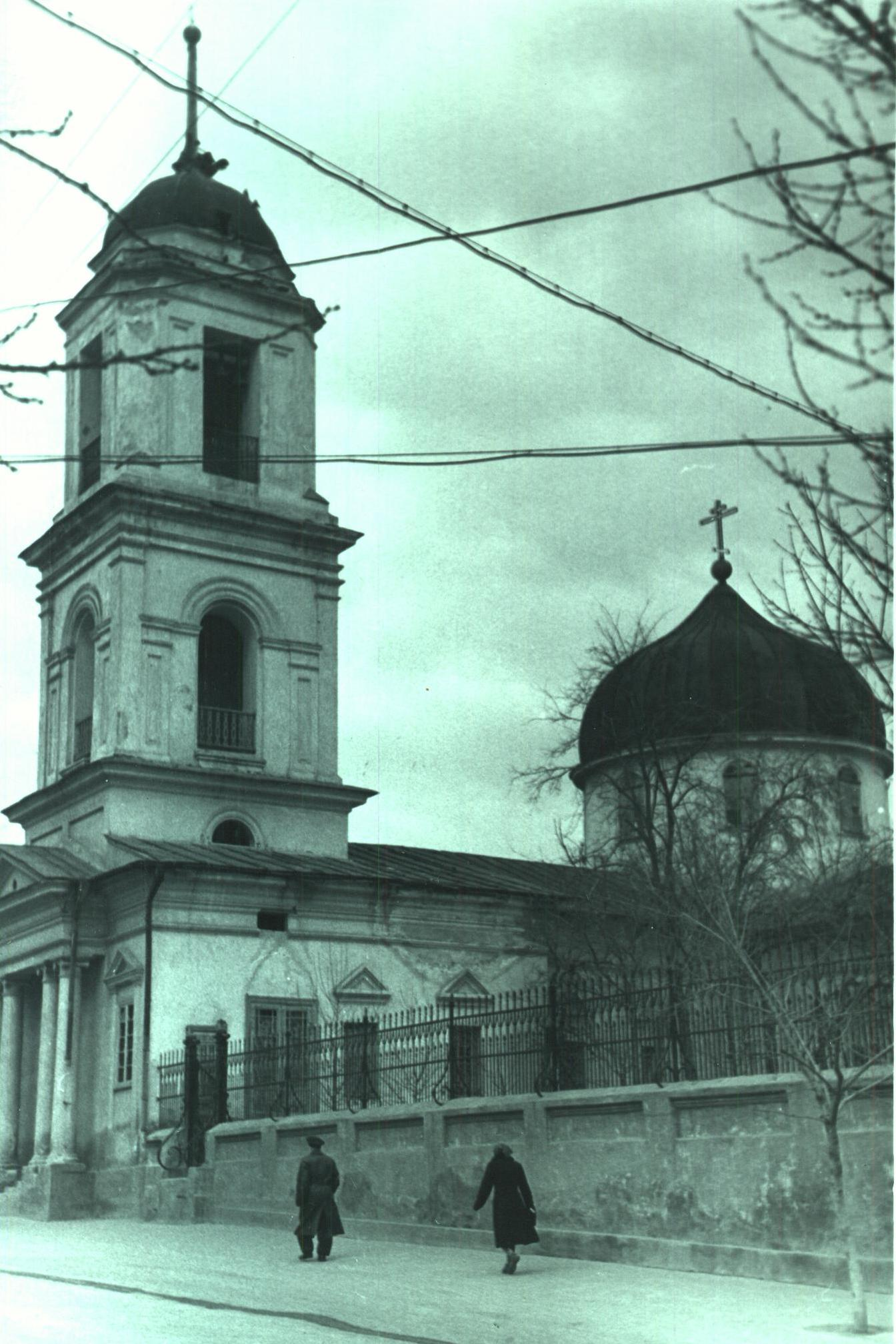
Миколаївська церква (до 1963 р.)
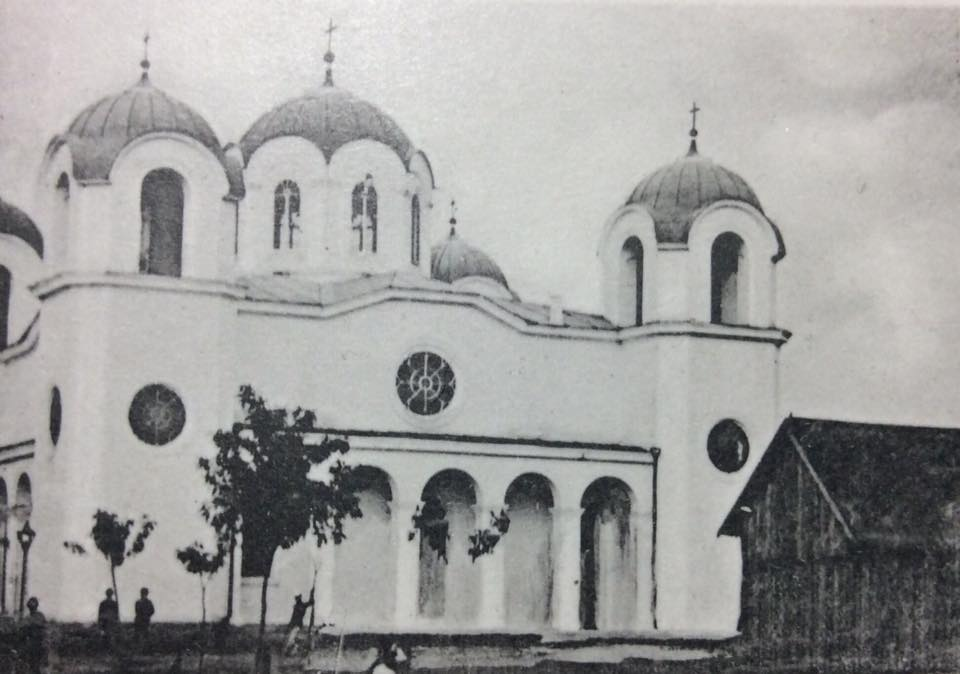
Грецька церква фото 1900 р.

### Ізмаїл у кінематографі
Фільми, знімання яких проходило в Ізмаїлі, або дія яких відбувається в місті:
1. 1968 — «Служили два товариші», реж. Євген Карелов (частина знімання проходила у смт Суворове, селищі Ларжанка Ізмаїльського району та на озері Ялпуг)
2. 1974 — «Гнів», реж. Микола Гібу, Леонід Проскуров (стрічка про Татарбунарське повстання знімалася в с. Озерне)
3. 1977 — «Втеча з в'язниці», реж. Радомир Василевський
4. 1981 — «Очікування», реж. Радомир Василевський (знімання проходили в Ізмаїлі, Кілії та Вилковому)
5. 1987 — «Ваш спеціальний кореспондент», реж. Микола Гібу
6. 1991 — «Чи винна я?», реж. Микола Гібу
7. 1991 — «Гра в смерть, або Сторонній», реж. Микола Гібу
8. 2012 — «Німа помста», реж. В'ячеслав Ломачинський (основна частина знімалася у Болграді, окремі сцени — в Ізмаїлі, у барі «2000»)
9. 2013 — «Повернення», реж. Кирило Улятовський (стрічка повністю відзнята в Ізмаїлі)
10. 2015 — «Захарич», реж. Кирило Улятовський (стрічка повністю відзнята в Ізмаїлі)
11. 2016 — «Капітанша» (серіал), реж. Володимир Янощук (повністю відзнято в Ізмаїлі)

## Спорт

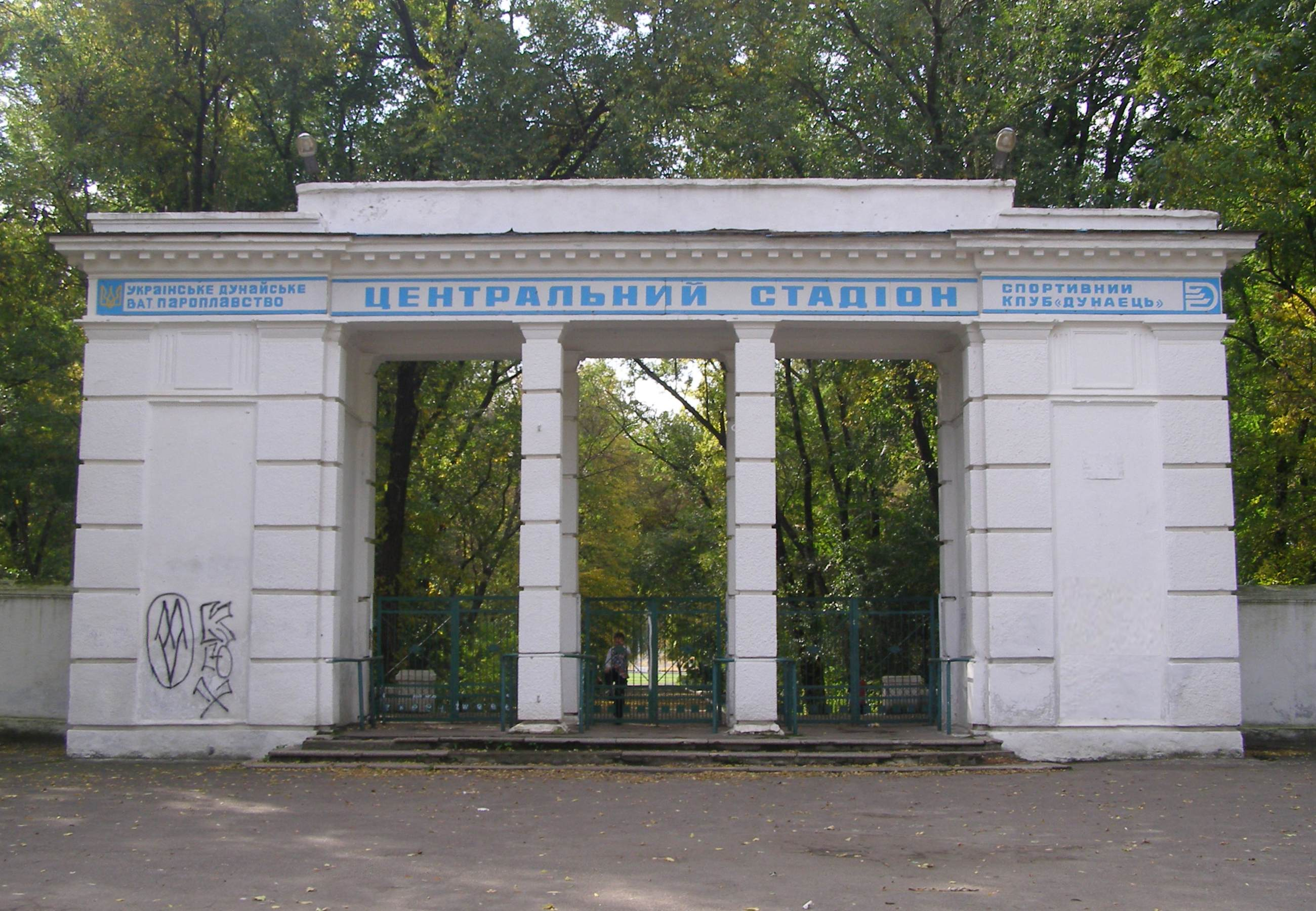
Центральний стадіон Українського Дунайського пароплавства

З 1998 року в місті проводили щорічний Відкритий міжнародний турнір з боксу пам'яті Олександра Суворова, організований Федерацією боксу Одеської області.
У 1994 році створено клуб Шотокан карате-до «S-Campo». Відтоді тут підготовлено 8 майстрів спорту (чорний пояс), 1 майстер спорту міжнародного класу, 29 кандидатів у майстри спорту з карате. Вихованці клубу брали участь у чемпіонатах України, Європи та світу.
Починаючи з 1969 року в місті не було футбольної команди, яка б представляла його у професійних змаганнях. Наразі в Ізмаїлі є лише один аматорський клуб під патронатом міського голови.
Уродженцем міста є воротар Олександр Лавренцов, який станом на 2015 рік працював тренером молодіжної команди одеського «Чорноморця».
Семінар з єдиноборств для бессарабських спортсменів бойових мистецтв у березні 2019 року провела зірка Голлівуду Синтія Ротрок. Заходи проходили в Ізмаїльському державному гуманітарному університеті. Організатори — Всесвітня Організація Шин Карате, Союз Фуллконтакт Карате України за підтримки громадської організації «Центр розвитку Бессарабії».
У місті є Центральний стадіон Українського дунайського пароплавства.
25-26 жовтня 2024 року в Ізмаїлі проходили матчі 4 туру чоловічої гандбольної Суперліги України.

## Охорона здоров'я
16 червня 2016 року в місті сталося масове отруєння через ротавірусну та норовірусну інфекції, а також біологічну кишкову паличку, що потрапили до води внаслідок підтоплення міста під час сильної зливи. Станом на 8:00 24 червня загальна кількість осіб, що звернулися за допомогою до лікувальних закладів досягла 635. 27 червня постраждалих вже було понад 730 осіб.
20 липня 2016 року містяни знову звернулися до лікарень — за словами мера цього разу через отруєння фаст-фудом. Госпіталізовано 50 осіб, серед них 13 дітей. 21 липня число постраждалих збільшилося до 63, відкрито кримінальне впровадження.

### Пандемія COVID-19
На час пандемії Дунайська обласна лікарня потрапила до так званої «першої хвилі» опорних лікарняних закладів, що мають госпіталізовувати хворих на коронавірус та осіб із підозрою на COVID-19. 29 серпня 2020 року 87 % її ліжок-місць вже були заповнені.
Станом на 24 серпня 2020 в Ізмаїлі було зафіксовано 122 випадки захворювання на коронавірус: за рівнем епідеміологічної небезпеки місто опинилося у «помаранчевій» зоні ризику, а вже з 31 серпня місто віднесли до «червоної» зони карантину.

## Поріднені міста

### Чинні відносини
| - Болгарія — Добрич, Кирджалі - Польща — Влоцлавек - Північна Македонія — Кавадарці | - Туреччина — Киркларелі - Молдова — Тирасполь - Румунія — Джурджу |

### Міста-партнери
Україна — Могилів-Подільський

### Розірвані відносини
З 2003 по 2022 роки Ізмаїл був поріднений з російським містом Курськ та московським районом Лефортово, відносини було розірвано 4 травня 2022 року у зв'язку з відкритим вторгненням РФ.

## Персоналії, пов'язані з містом
Докладніше: Персоналії: Ізмаїл
Уродженці Ізмаїла:
- Адабаш Ірина Леонідівна (нар. 12 березня 1953 року) — радянська й українська льотчиця-спортсменка, абсолютна чемпіонка світу з вищого пілотажу.[88]
- Азарова Світлана Анатоліївна (нар. 9 січня 1976 року) — український, нідерландський композитор, педагог.
- Артур Вейтояну (рум. Arthur Văitoianu; 1864—1956) — генерал румунської армії часів Першої світової війни, політичний діяч. Прем'єр-міністр Румунського королівства восени 1919 року.
- Бойченко Микола Романович (1894—1947) — композитор, музикознавець.
- Говорова Олена Іванівна (нар. 18 вересня 1973 року) — українська легкоатлетка, бронзовий призер Олімпійських ігор 2000
- Грозовська Ольга Романівна (1885—?) — оперна співачка (сопрано).
- Гриценко Іван Єфремович (1885—1936) — оперний співак (тенор).
- Громов Александру Якович (рум. Alexandru Gromov, 1925—2011) — молдовський письменник-фантаст і журналіст.
- Ждаха Амвросій Андрійович (1855—1927) — український ілюстратор і художник. Першим з українських графіків розпочав працю над комплексним оформленням «Кобзаря» Тараса Шевченка.
- Запорожан Валерій Миколайович (нар. 2 березня 1947 року) — український медик, академік НАМН України, доктор медичних наук, професор.
- Кемула Віктор (пол. Wiktor Kemula; 1902—1985) — польський хімік, академік Польської академії наук.
- Земфіра Кондур (нар. 7 серпня 1976 року) — ромська громадська діячка, правозахисниця.
- Майнов Руслан (болг. Руслан Мъйнов; нар. 15 листопада 1976 року) — болгарський співак та актор.
- Савченко Олександра Яківна (нар. 8 травня 1942 року) — українська педагогиня, віцепрезидент, академік-засновник Національної академії педагогічних наук України, головний науковий співробітник Науково-дослідного інституту педагогіки.
- Химченко Георгій Максимович (1898—?) — радянський і український кінооператор.
- Царьов Вадим Юрійович (нар. 2 травня 1949 року) — російський філософ, історик культури, публіцист, автор радіопрограм і художньо-документальних телефільмів; член Спілки письменників Росії.
- Чеботар Сурадж Іванович (нар. 16 лютого 1977 року) — український спортсмен-пауерліфтер, майстер спорту України міжнародного класу.
- Чембержі Михайло Іванович (1944—2018) — український композитор, педагог, учений, громадський діяч, ректор Київської дитячої академії мистецтв. Заслужений діяч мистецтв України, народний артист України.
- Чистякова Галина Валентинівна (нар. 26 липня 1962 року) — радянська, російська і словацька легкоатлетка. Рекордсменка світу в стрибках у довжину. Заслужений майстер спорту СРСР.
- Чумаченко Євген Олександрович (1988—2020) — солдат Збройних сил України, учасник російсько-української війни.
- Шишман Іван Іванович (болг. Иван Шишман; нар. 31 липня 1963 року) — український болгарський художник, заслужений художник України, доцент кафедри образотворчого мистецтва в Ізмаїльському державному гуманітарному університеті.
- Шиханов Руслан Борисович (нар. 27 квітня 1972) — український історик і громадський діяч. Кандидат історичних наук (1999), доцент кафедри всесвітньої історії Запорізького національного університету (2002). Заслужений працівник освіти України (2010). Заступник голови Запорізької обласної державної адміністрації (з 22 лютого 2021 по 25 квітня 2022 р.).
- Шух Аліна Анатоліївна (нар. 12 лютого 1999) — українська багатоборка, чемпіонка світу 2018 року серед юніорів у метанні списа, чемпіонка Європи у семиборстві серед юніорів (2017) та юнаків (2016), багаторазова чемпіонка України в різних вікових групах.

Певний час жили або перебували в Ізмаїлі:
- Ботев Христо — болгарський поет і громадський діяч
- Дерягін Степан Григорович — радянський партійний і державний діяч, голова Читинського облвиконкому, голова Ізмаїльського міськвиконкому у 1947—1952 роках
- Драганов Валерій Гаврилович — депутат російської Державної Думи, колишній футболіст «Дунайця» (Ізмаїл)
- Женевський Валентин Іванович — радянський азербайджанський та український камерний і естрадний співак баритон, композитор і педагог.
- Лемачко Тетяна Мефодіївна — радянська, а потім болгарська та швейцарська шахістка. Одна з найсильніших шахісток світу 1970-х — 1980-х років
- Пушкін Олександр Сергійович — російський поет
- Сейдамет Джафер — кримськотатарський письменник і громадський діяч
- Шмідт Петро Петрович — український військовик-моряк, учасник Революції 1905—1907, один з керівників Севастопольського збройного повстання (1905). Також відомий як «лейтенант Шмідт». Перебував з лютого до серпня 1905 року.
- Якушев Анатолій Омелянович — провідний онкогінеколог, головний лікар Ізмаїльської районної лікарні, працював тут впродовж 1952—1993 років (на будівлі районної лікарні 12 жовтня 2021 року відкрито меморіальну дошку на його честь)[89].